# Цзядин
Цзяди́н (кит. упр. 嘉定, пиньинь Jiādìng) — район городского подчинения города центрального подчинения Шанхай (КНР).

## География
Цзядин расположен в северо-западной части Шанхая, в 20 км от центра города. Площадь района — 463,9 кв. км.

### Климат
Климат влажный субтропический. Средняя годовая температура составляет 16,3° C. Самый жаркий месяц — июль (средняя температура + 28,2° C), самый холодный — январь (средняя температура + 4° C). Среднегодовое количество осадков — 1139,8 мм (июль является самым влажным месяцем года).

## История
Отдельный уезд был образован здесь при империи Сун в 12-м месяце 10-го года правления под девизом «Цзядин» (январь 1218 года по европейскому летоисчислению), и был назван в честь девиза правления. 
Во время завоевания Китая маньчжурами именно здесь в 1645 году произошли Три резни в Цзядине. Впоследствии численность населения постепенно восстановилась, а в 1724 году восточная часть уезда Цзядин была выделена в отдельный уезд Баошань. В середине XIX века Цзядин был трижды атакован тайпинами. 
В годы Войны сопротивления Японии партизанские отряды из Цзядина влились в состав коммунистической Новой 4-й армии.
После того, как во время гражданской войны войска китайских коммунистов форсировали Янцзы и заняли территории к югу от неё, в мае 1949 года был образован Специальный район Сунцзян (松江专区), в состав которого вошёл и уезд Цзядин. В 1958 году уезд был передан под юрисдикцию Шанхая. В апреле 1993 года уезд Цзядин был преобразован в район городского подчинения.

## Население

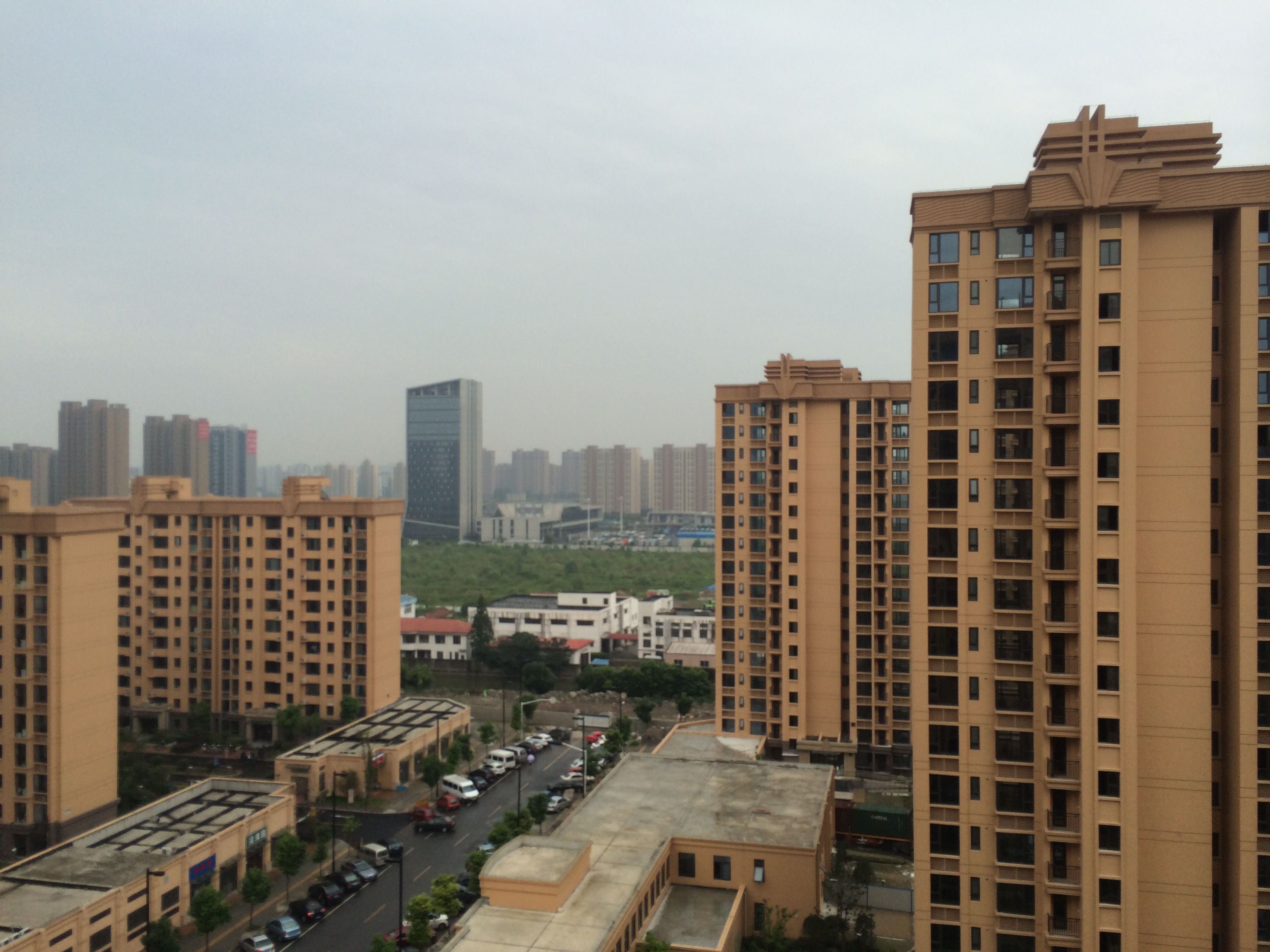
Спальный микрорайон

Согласно переписи 2010 года в Цзядине проживало 1,47 млн человек. Местные жители говорят на шанхайском и сучжоуском диалектах языка у, трудовые мигранты из Северного и Центрального Китая — на локальных диалектах севернокитайского языка. Имеется значительная община немецких экспатов.
В Цзядине расположено несколько популярных буддийских храмов, известный на весь Шанхай конфуцианский храм и множество христианских церквей (католических и протестантских).

## Административно-территориальное деление

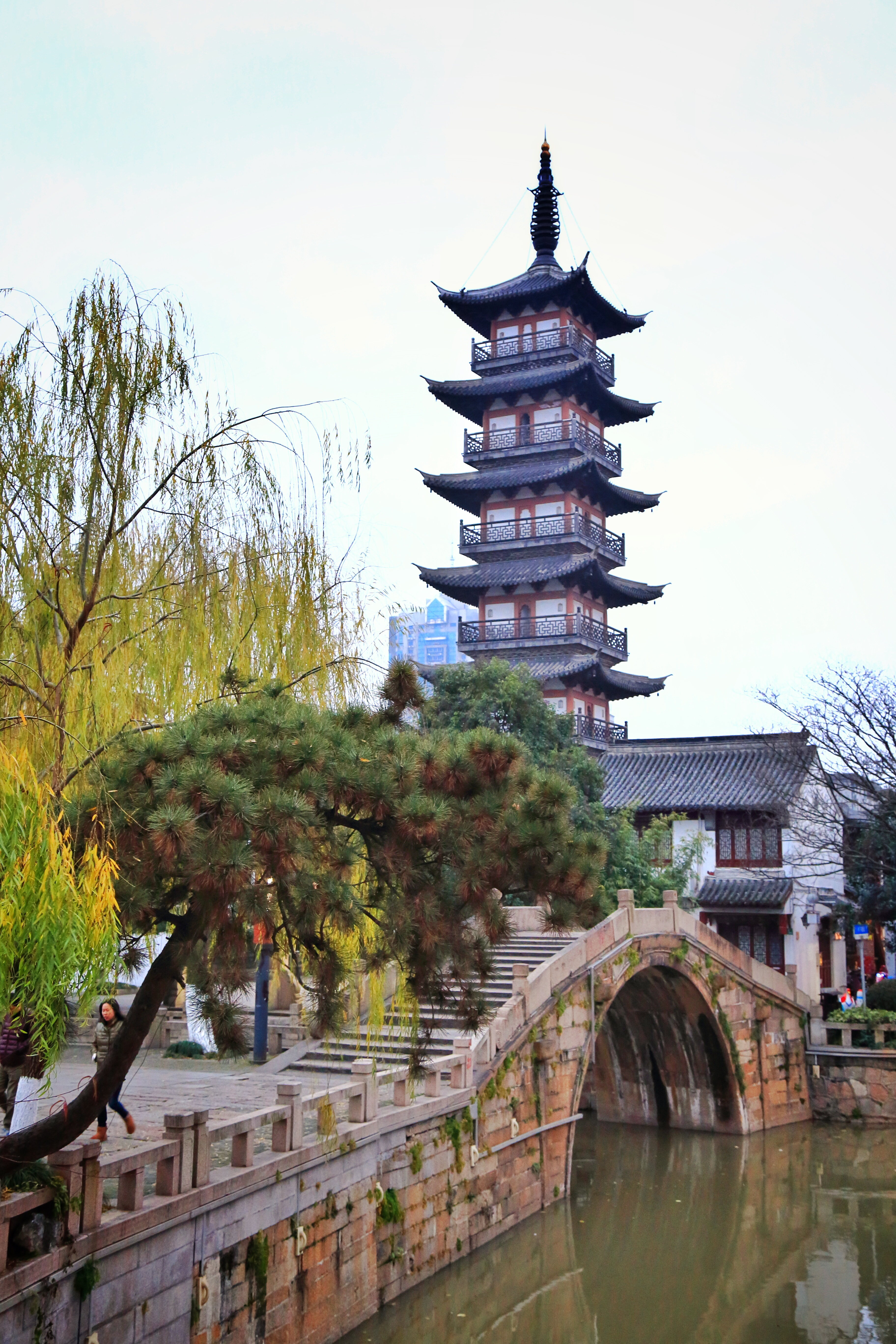
Пагода Фахуа

Район Цзядин делится на 3 уличных комитета, 7 посёлков, Промышленную зону (Jiading Industrial Zone) и Новую зону Цзюйюань (Juyuan New Area).
Уличные комитеты:
- Синьчэн-роуд (Xincheng Road Subdistrict, 新成路街道)
- Цзядинчжэнь (Jiadingzhen Subdistrict, 嘉定镇街道)
- Чжэньсинь (Zhenxin Subdistrict, 真新街道)

Посёлки:
- Аньтин (Anting Town, 安亭镇)
- Вайган (Waigang Town, 外冈镇)
- Малу (Malu Town, 马陆镇)
- Наньсян (Nanxiang Town, 南翔镇)
- Сюйхан (Xuhang Town, 徐行镇)
- Хуатин (Huating Town, 华亭镇)
- Цзянцяо (Jiangqiao Town, 江桥镇)

## Экономика

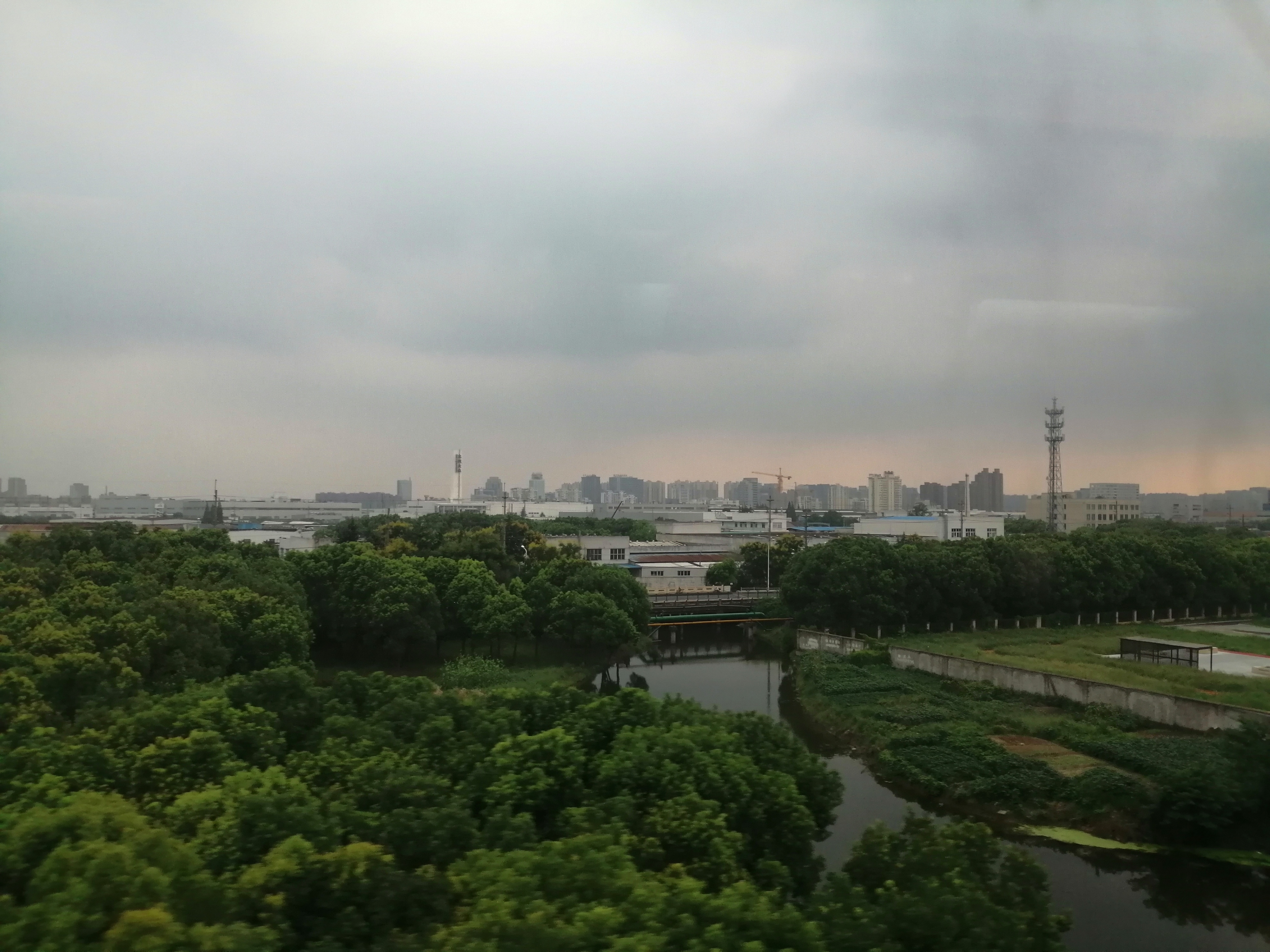
Завод SAIC Volkswagen в Аньтине

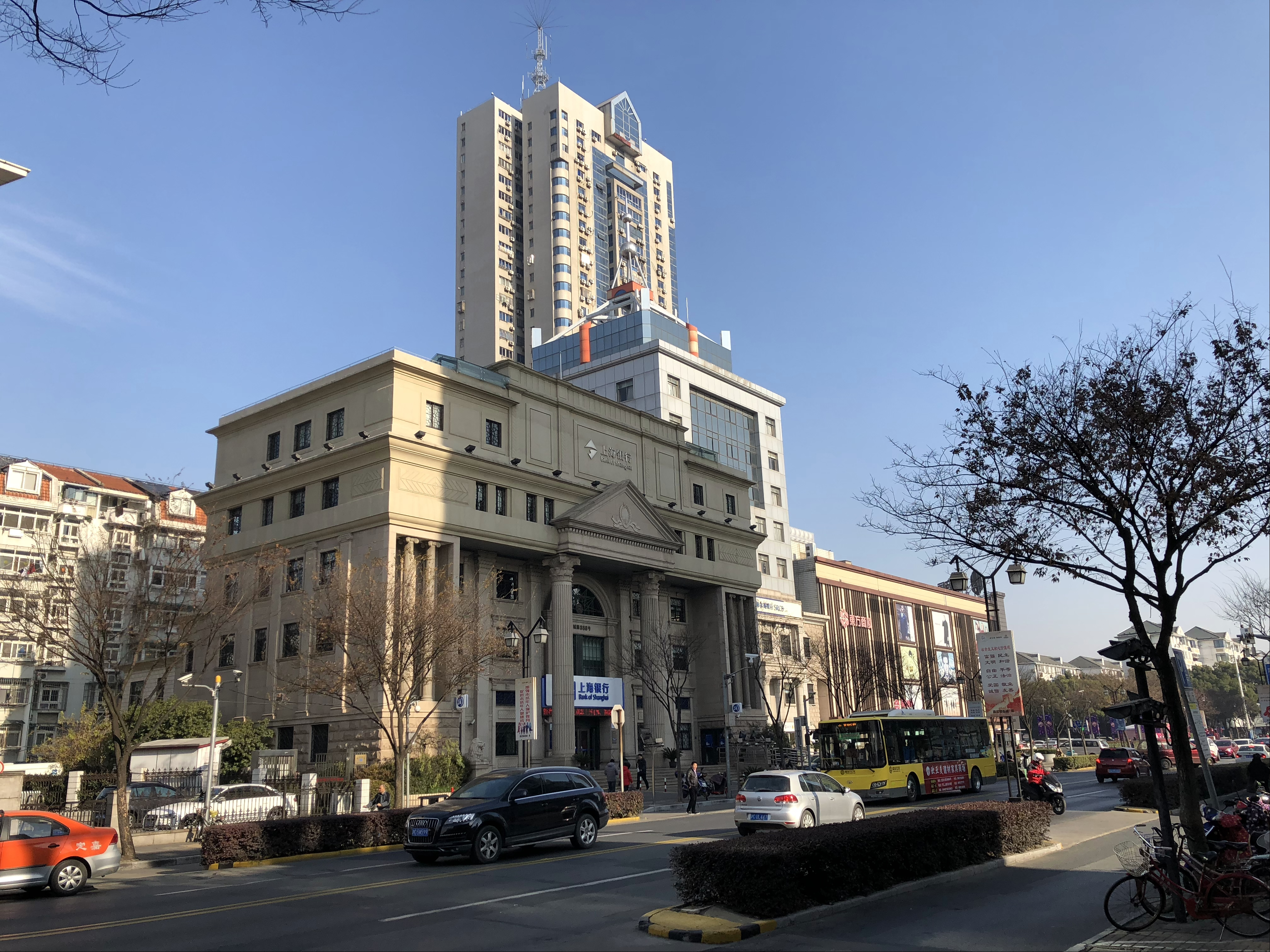
Офис Bank of Shanghai

Посёлок Аньтин является одним из центров китайской автомобильной промышленности (известен как «Шанхайский автомобильный город» или Shanghai Automobile City). Здесь расположены автомобильные заводы компаний SAIC Motor и SAIC Volkswagen (совместное предприятие SAIC Motor и немецкого концерна Volkswagen), завод автокомплектующих Schaeffler Group.
Также в Цзядине расположены предприятия по выпуску электроники, промышленного оборудования, комплектующих, одежды, фармацевтики и продуктов питания. В деревнях сохраняется кустарное производство шляп и сумок из соломы. На фермах крестьяне выращивают овощи (преимущественно чеснок), фрукты, рис, пшеницу и овёс, разводят уток, свиней, рыбу и креветок.  

### Туризм

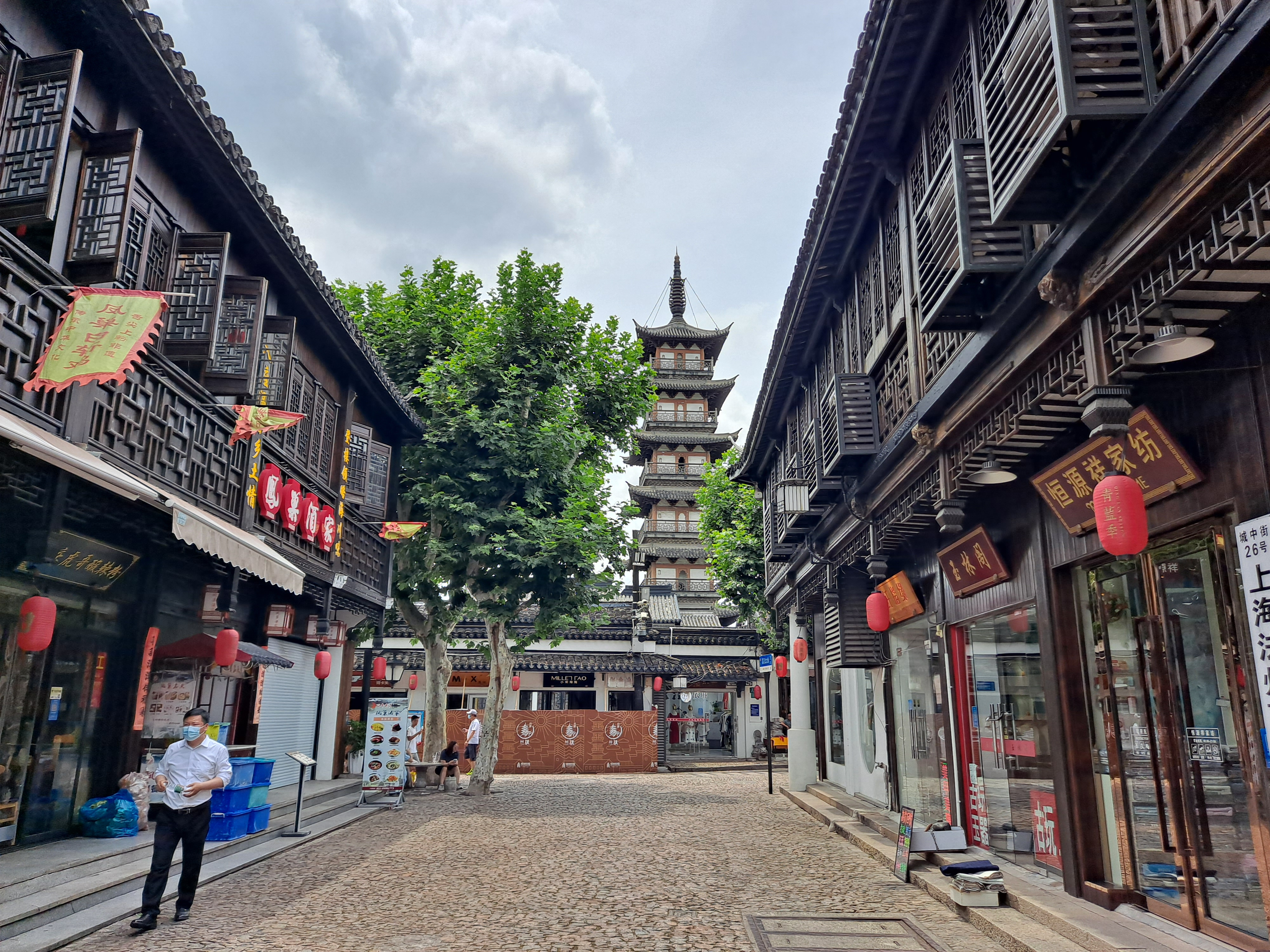
Старая улица Чжоуцяо

В Цзядине расположено несколько престижных сетевых отелей, в том числе Crowne Plaza, Sheraton, Courtyard, Poly Hyatt, Hyatt Regency и Holiday Inn.
Исторический центр Наньсяна с его пешеходными торговыми улицами, колоритными домами и каналами, многочисленными сувенирными магазинами и традиционными ресторанами привлекает многочисленных туристов. Другой популярной туристической локацией Цзядина является старая улица Чжоуцяо, пролегающая вдоль реки Ляньцы в историческом центре Цзядина. Вдоль улицы в старинных домах расположено множество магазинов одежды, обуви, аксессуаров, антиквариата и ювелирных изделий.

### Розничная торговля
В районе расположены крупные торгово-развлекательные центры Nanxiang Incity Mega, Poly International Square, Xinye Shopping Center, Oriental Shopping Center и Robinsons Galleria; имеется широкая сеть сетевых супермаркетов, в том числе Auchan, Trust-Mart, Liangfa и Fulejia.
Также в Цзядине работает несколько оптовых продовольственных рынков, на которых продают свежие овощи, фрукты, мясо и морепродукты.

## Транспорт

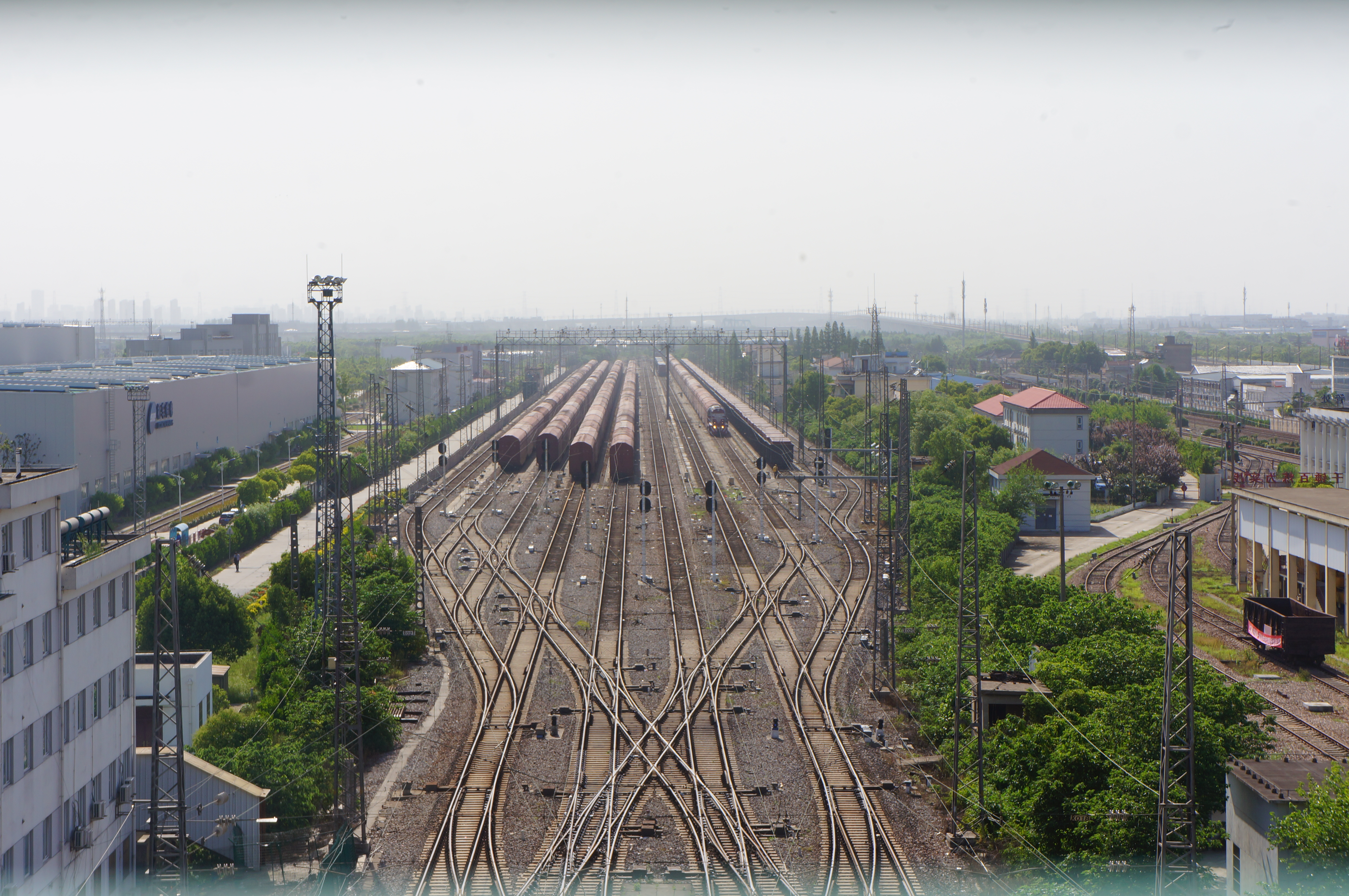
Грузовая станция Наньсян

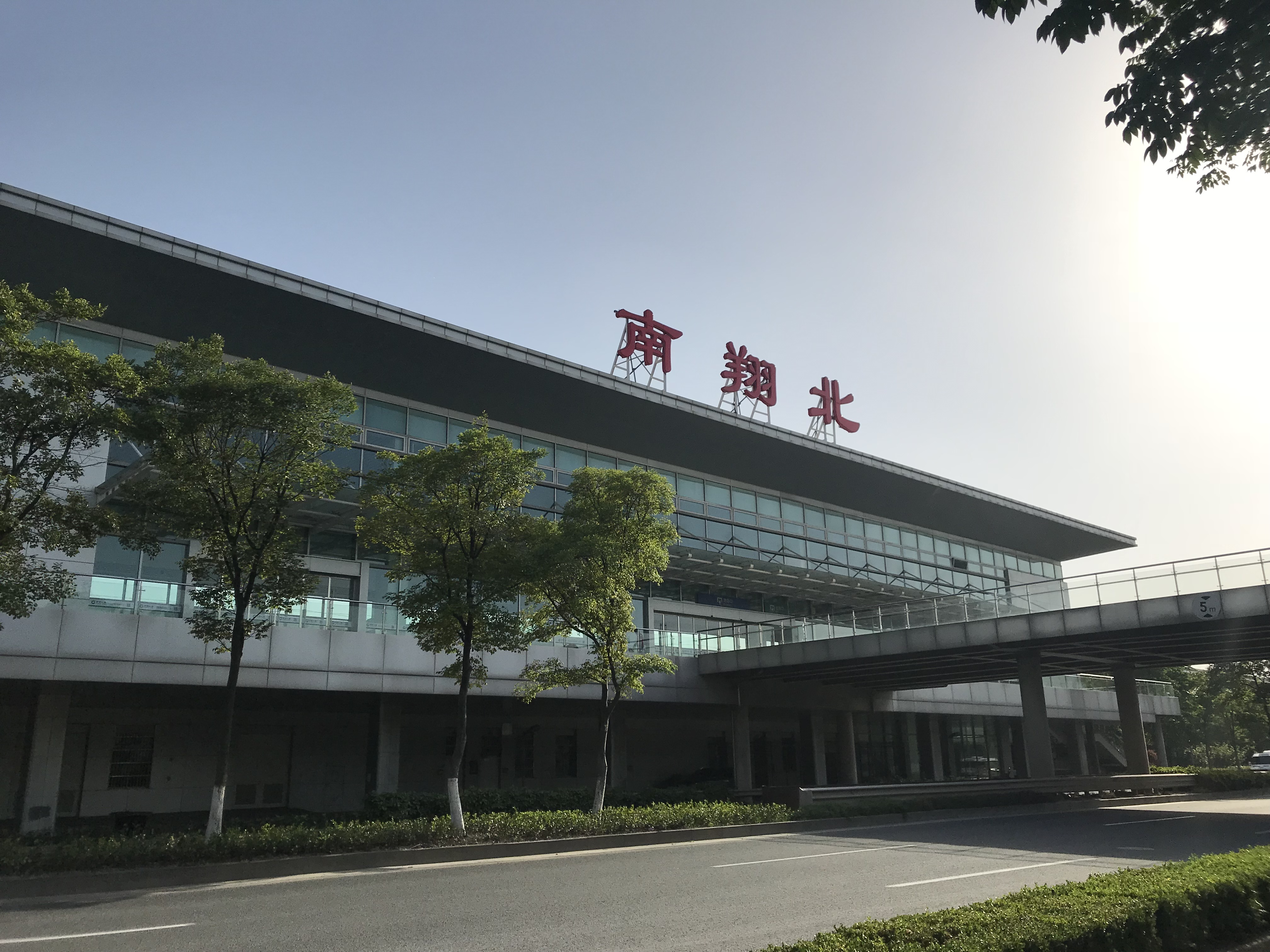
Пассажирский вокзал Наньсян Северный

### Автомобильный
Через территорию Цзядина пролегают скоростные магистрали G2 (Пекин — Шанхай), G15 (Шэньян — Хайкоу), G42 (Шанхай — Чэнду), G312 (Шанхай — Кульджа), S5 (Шанхай — Цзядин), S6 (Шанхай — Наньсян), S7 (Шанхай — Чунмин) и S20 (Шанхайская внешняя кольцевая дорога).

### Рельсовый
Цзядин обслуживают три линий Шанхайского метрополитена: 11-я (Пудун — Куньшань), 13-я (Миньхан — Пудун) и 14-я (Цзядин — Пудун). 
Пассажирские вокзалы Наньсянбэй (Наньсян Северный) и Аньтинбэй (Аньтин Северный) обслуживают скоростную междугороднюю железнодорожную линию Шанхай — Нанкин; грузовые станции Наньсян, Аньтин, Аньтинси, Хуанду и Цзянцяочжэнь обслуживают линию Пекин — Шанхай, грузовая станция Фэнбан обслуживает линию Шанхай — Куньмин. На станции Наньсян расположено Шанхайское локомотиворемонтное депо.

## Культура

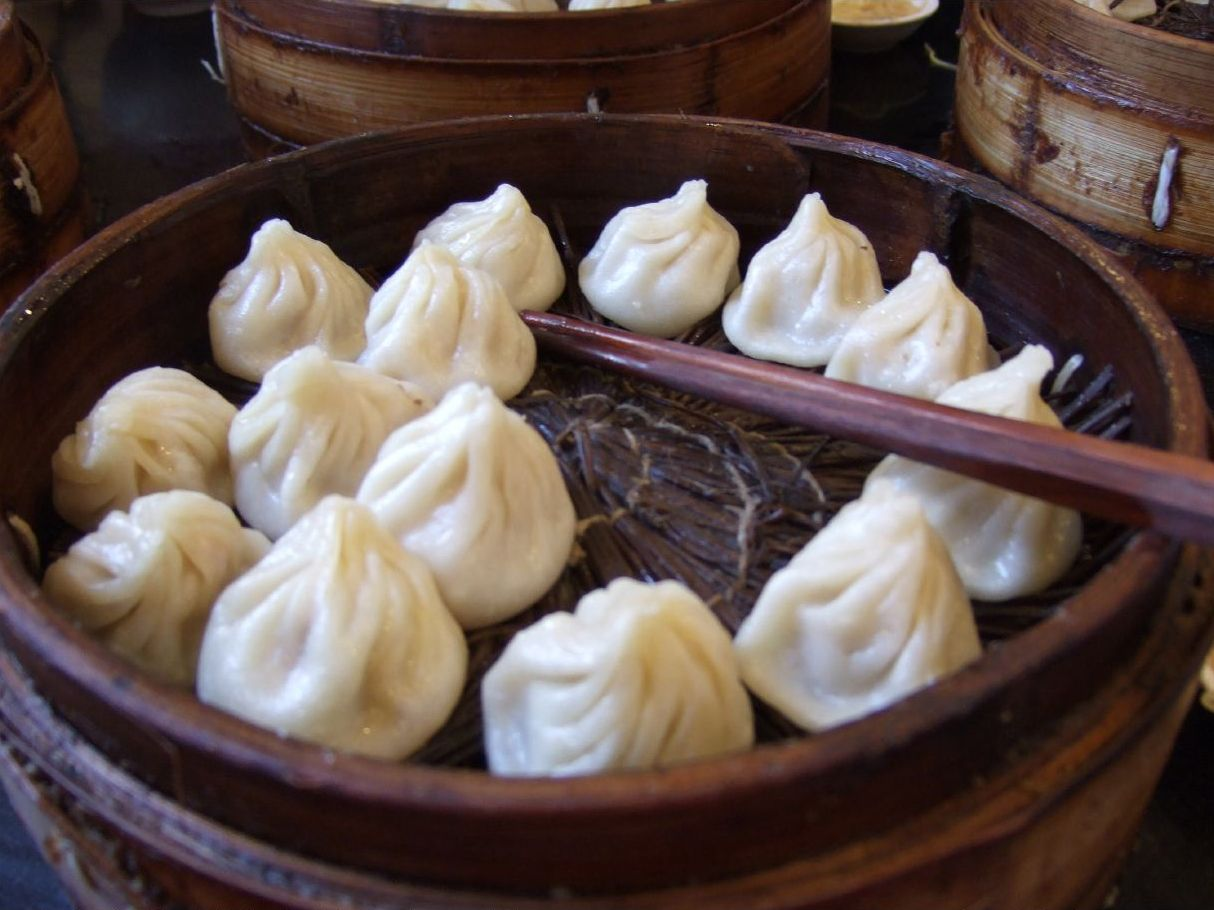
Наньсянские сяолунбао

Посёлок Наньсян славится на весь Шанхай локальным вариантом паровых булочек сяолунбао, приготовленных в бамбуковой корзинке. В посёлке Хуатин готовят блинчики из клейкого риса, рыбные шарики в хого, маринованные овощи (особенно чеснок) и вонючий тофу.
В районе работают Культурный центр Цзядина, Цзядинская библиотека, Цзядинский театр и несколько кинотеатров. В состав комплекса Poly International Square входит Poly Grand Theatre.

## Наука и образование
- Кампус Шанхайского университета
- Бизнес-школа Сиднейского института языков и торговли

## Здравоохранение
- Больница традиционной китайской медицины района Цзядин
- Кампус Национального научного центра рака
- Больница Наньсян

## Достопримечательности
- Международный автодром Шанхая
- Шанхайский автомобильный музей
- Музей Цзядина
- Музей резьбы по бамбуку
- Сад Гуи
- Сад Цюся и храм городского бога

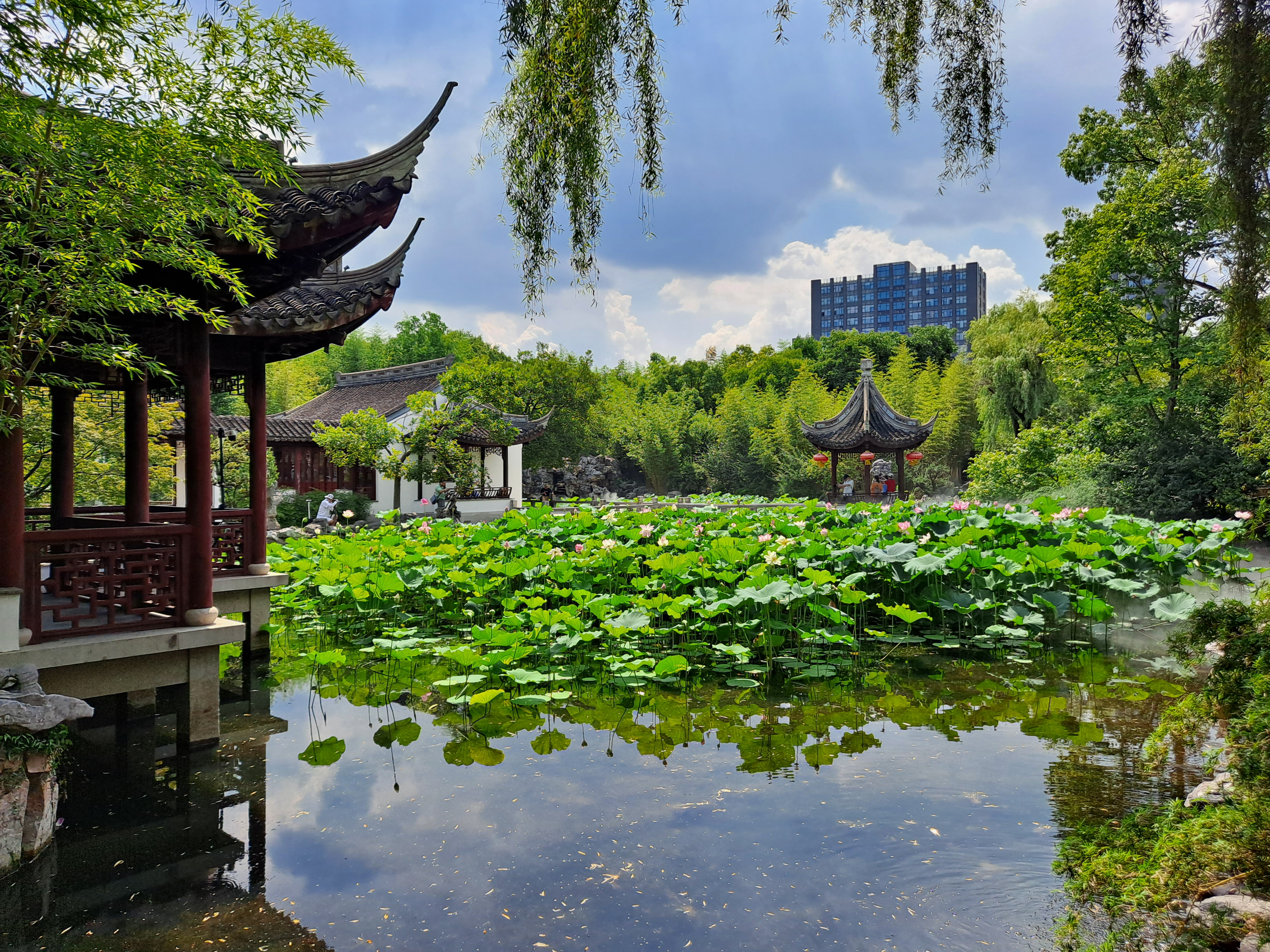
Сад Гуи

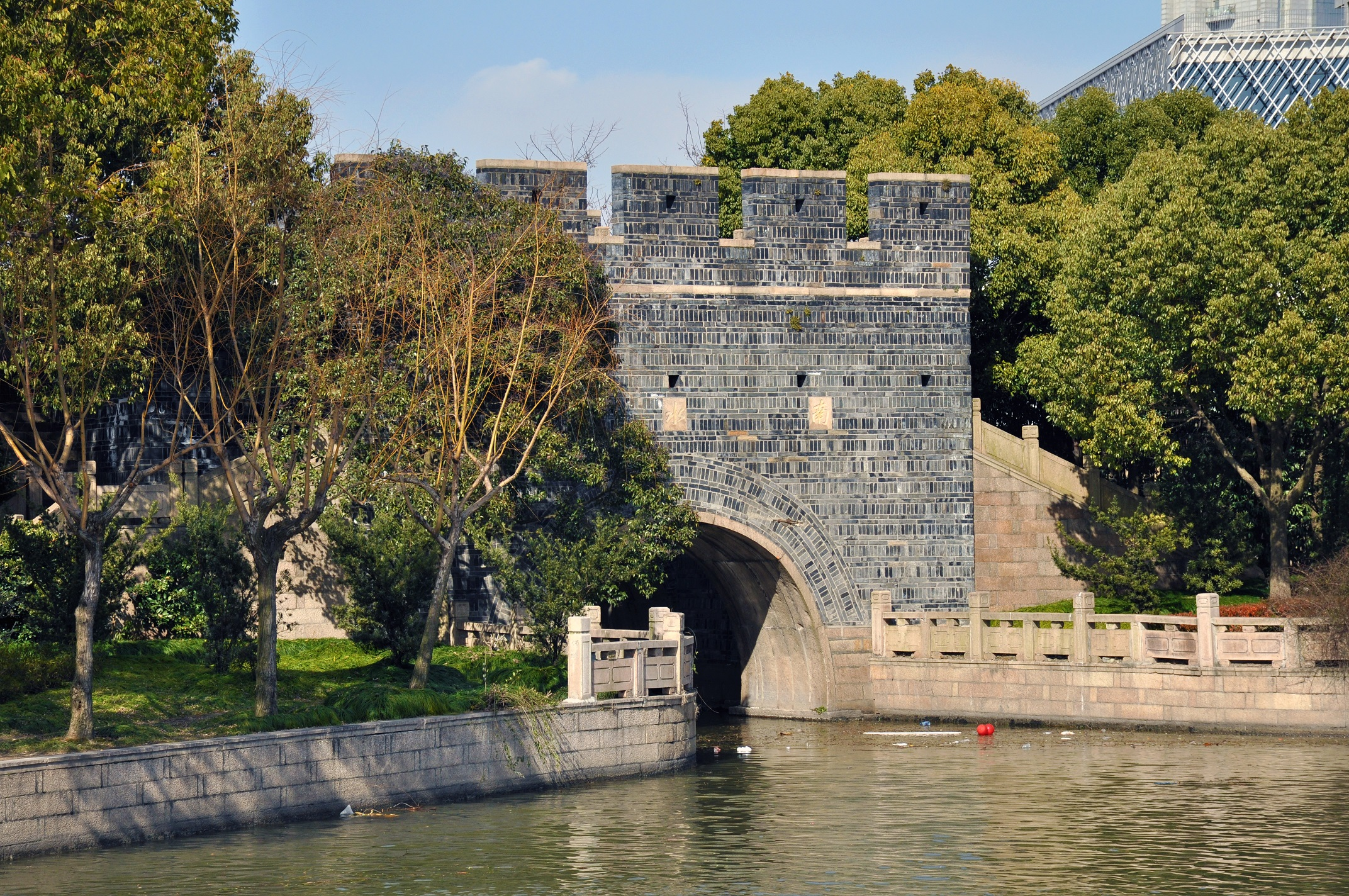
Участок городской стены

- Конфуцианский храм Цзядина и Шанхайский музей кэцзюй
- Парк Хойлунтань
- Пагода Фахуа
- Буддийский храм Лююнь
- Парк Лююнь
- Храм Юньсян
- Участок древней городской стены
- Гольф-клуб Аньтин

## Спорт
В спортивном центре Цзядина базируется футбольный клуб Шанхай Цзядин. 

## Известные уроженцы
На территории современного района Цзядин родился политик Гу Вэйцзюнь (1888).

## Галерея

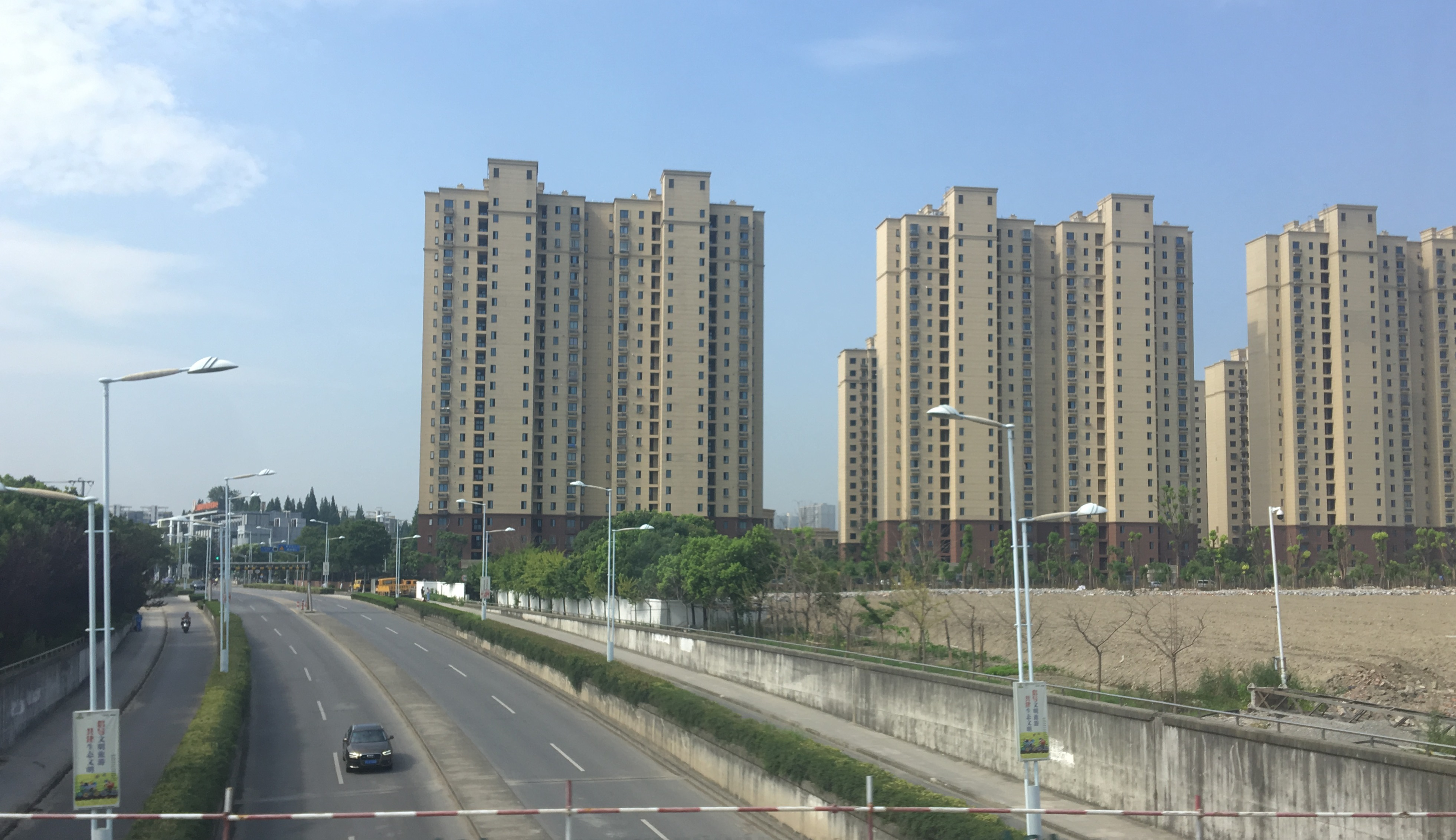
Жилой микрорайон
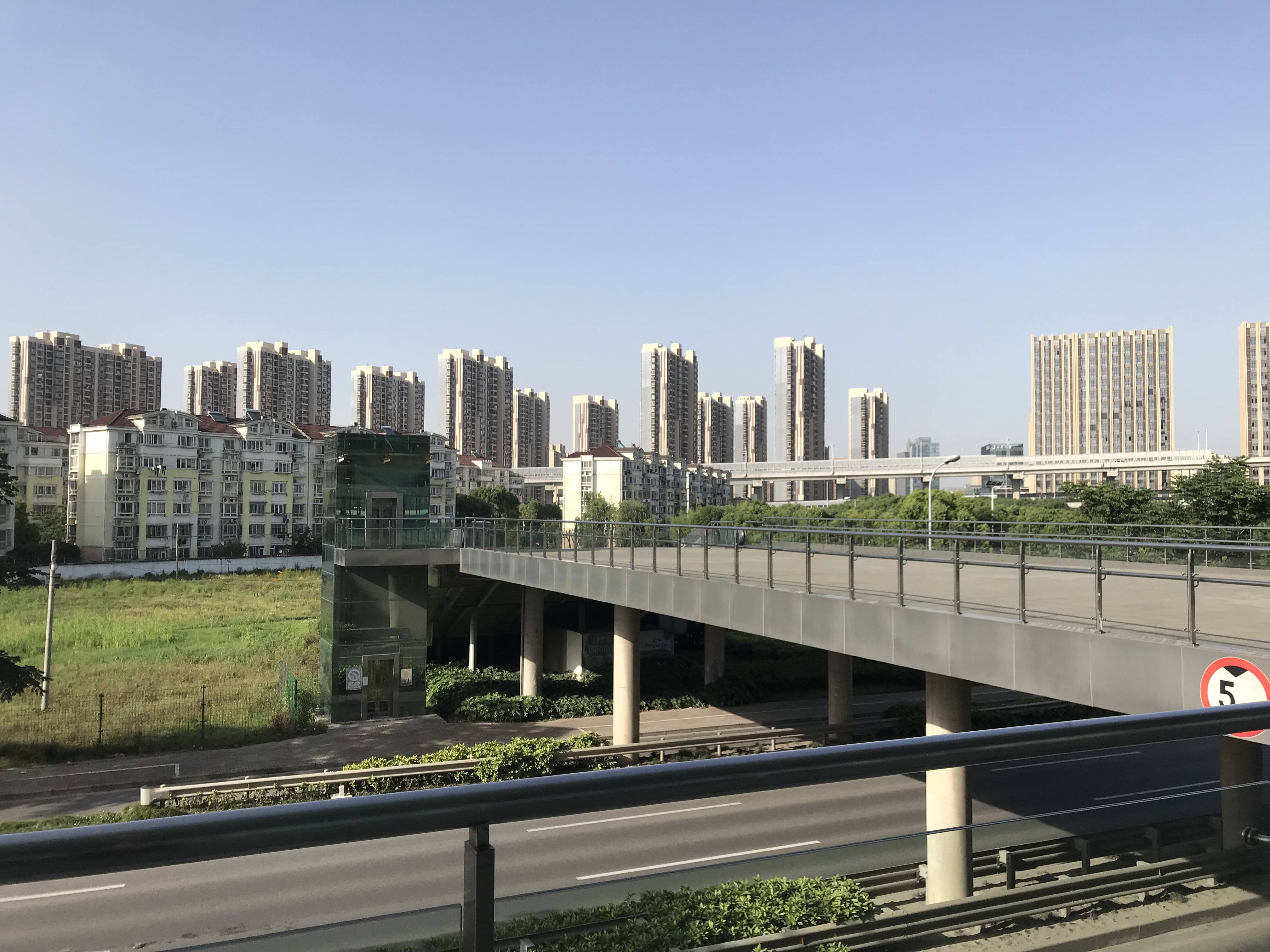
Трасса в Наньсяне
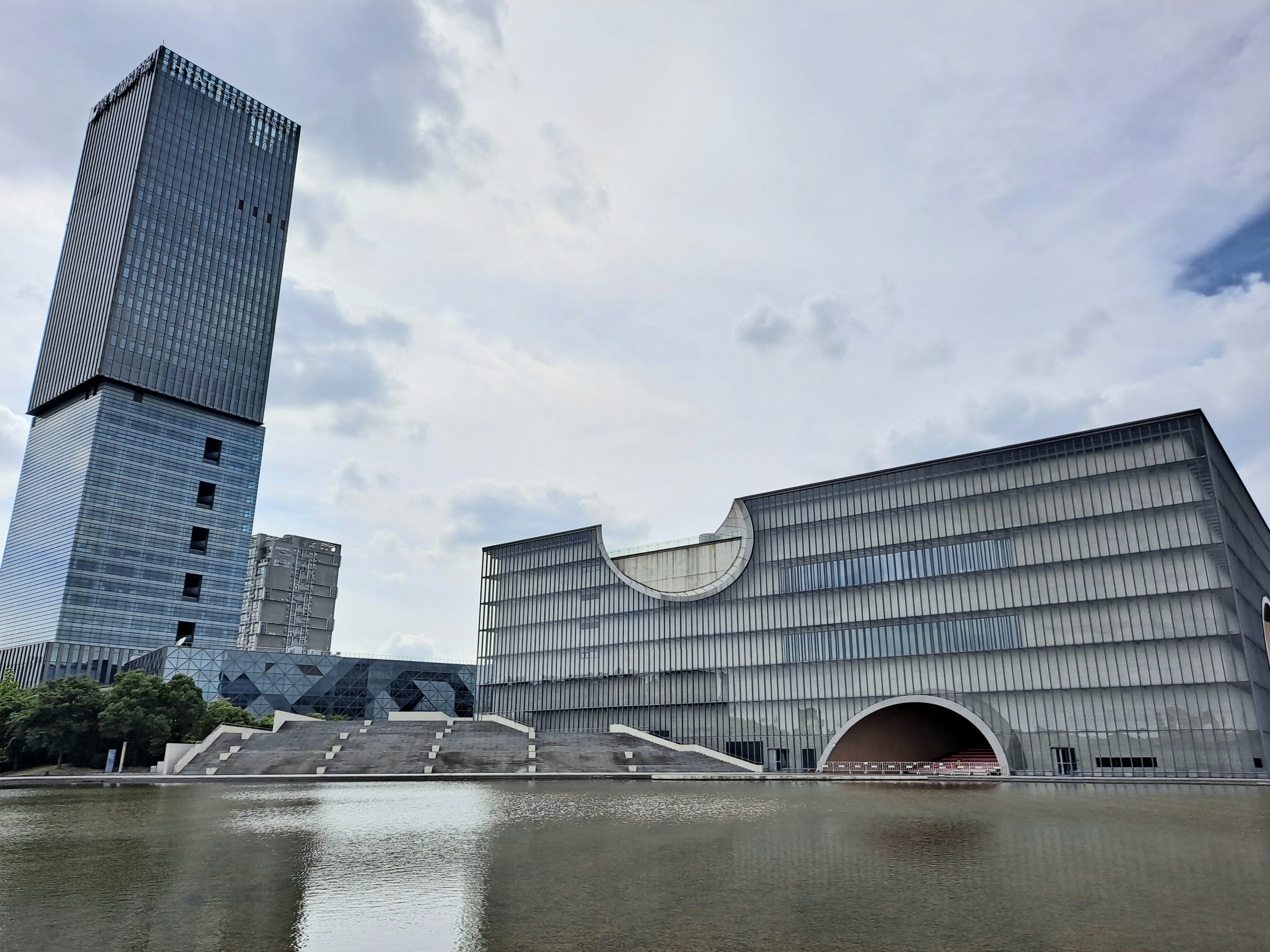
Poly International Square
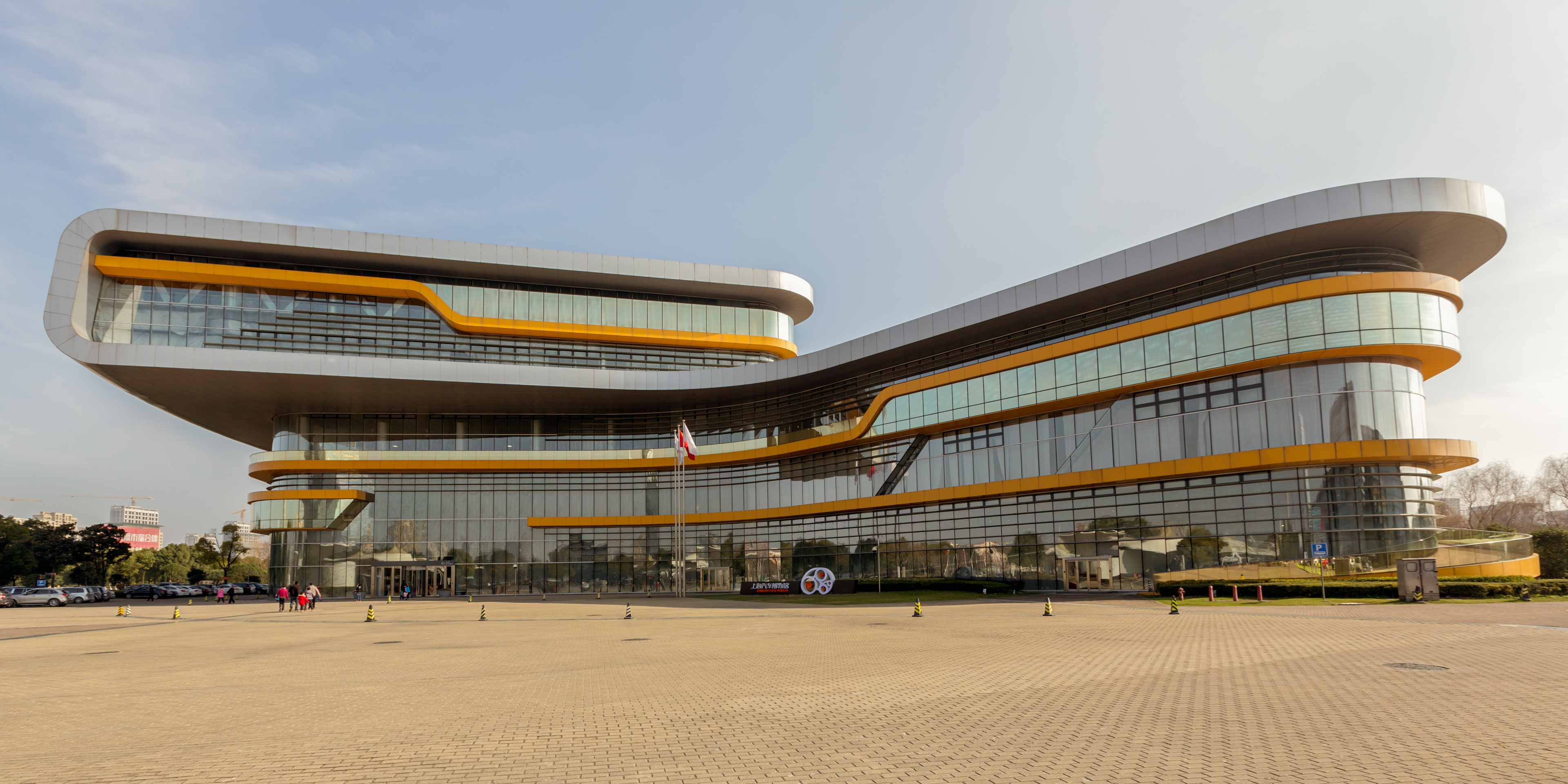
Автомобильный музей
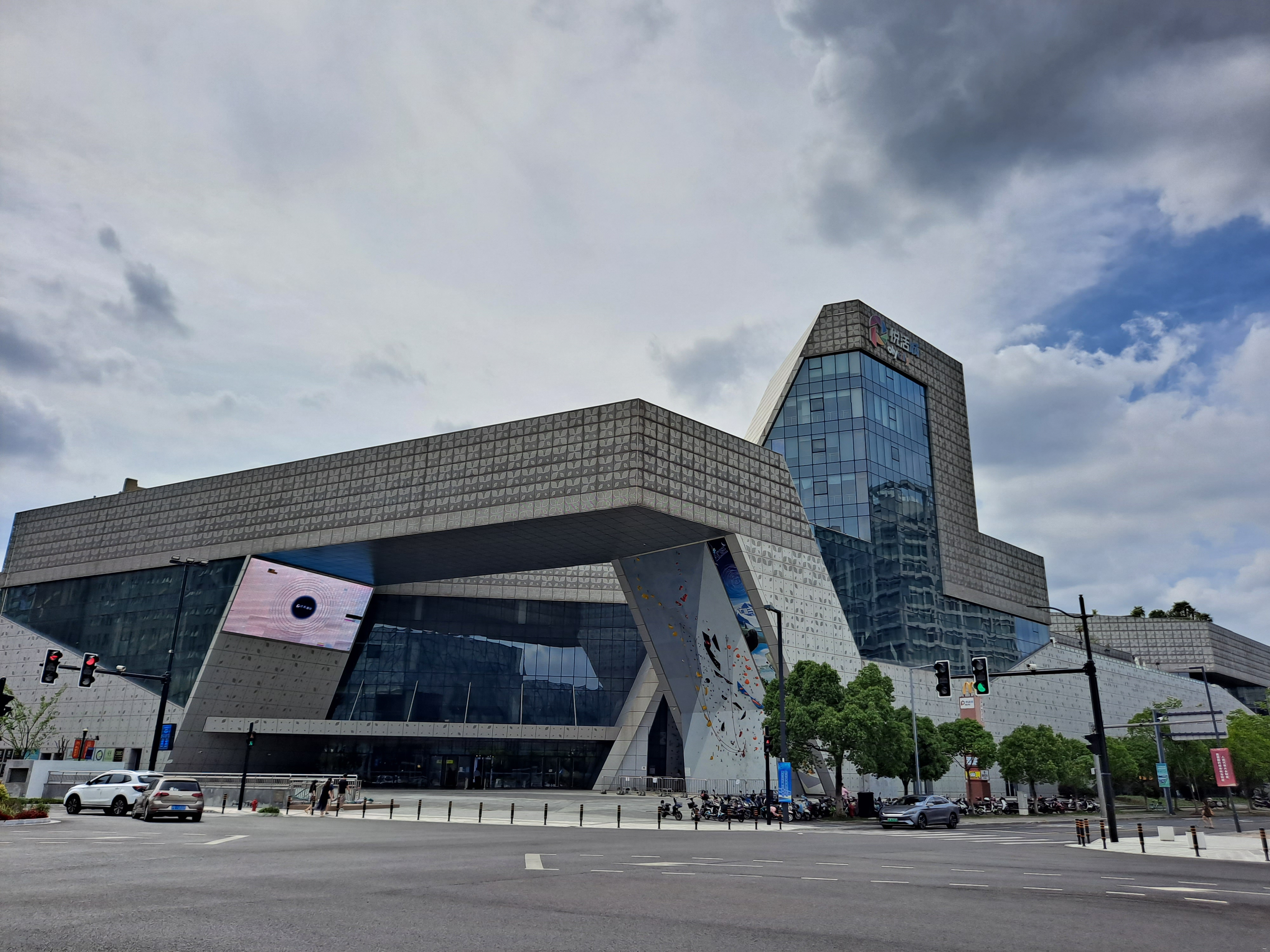
Poly International Square
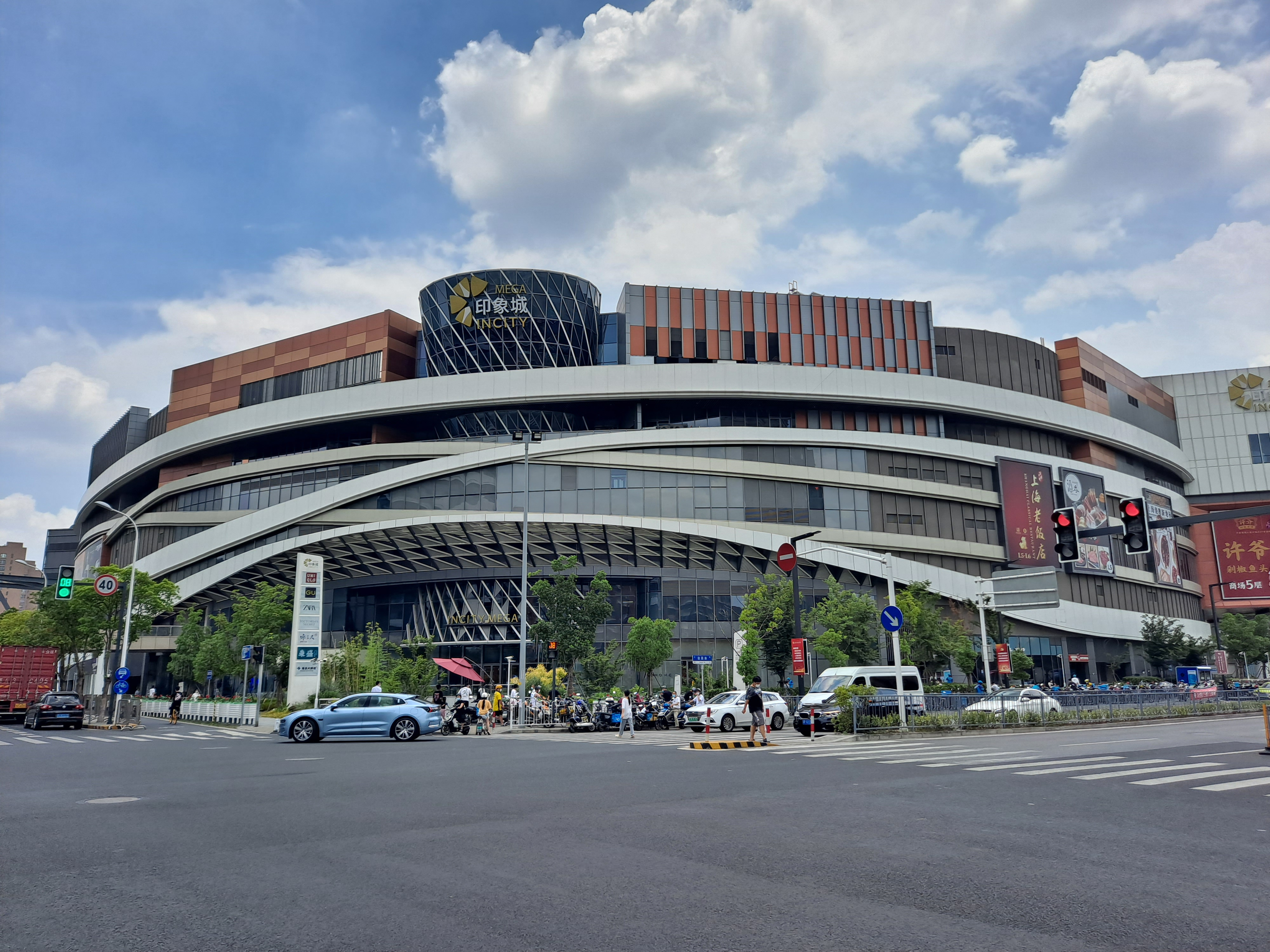
Nanxiang Incity Mega
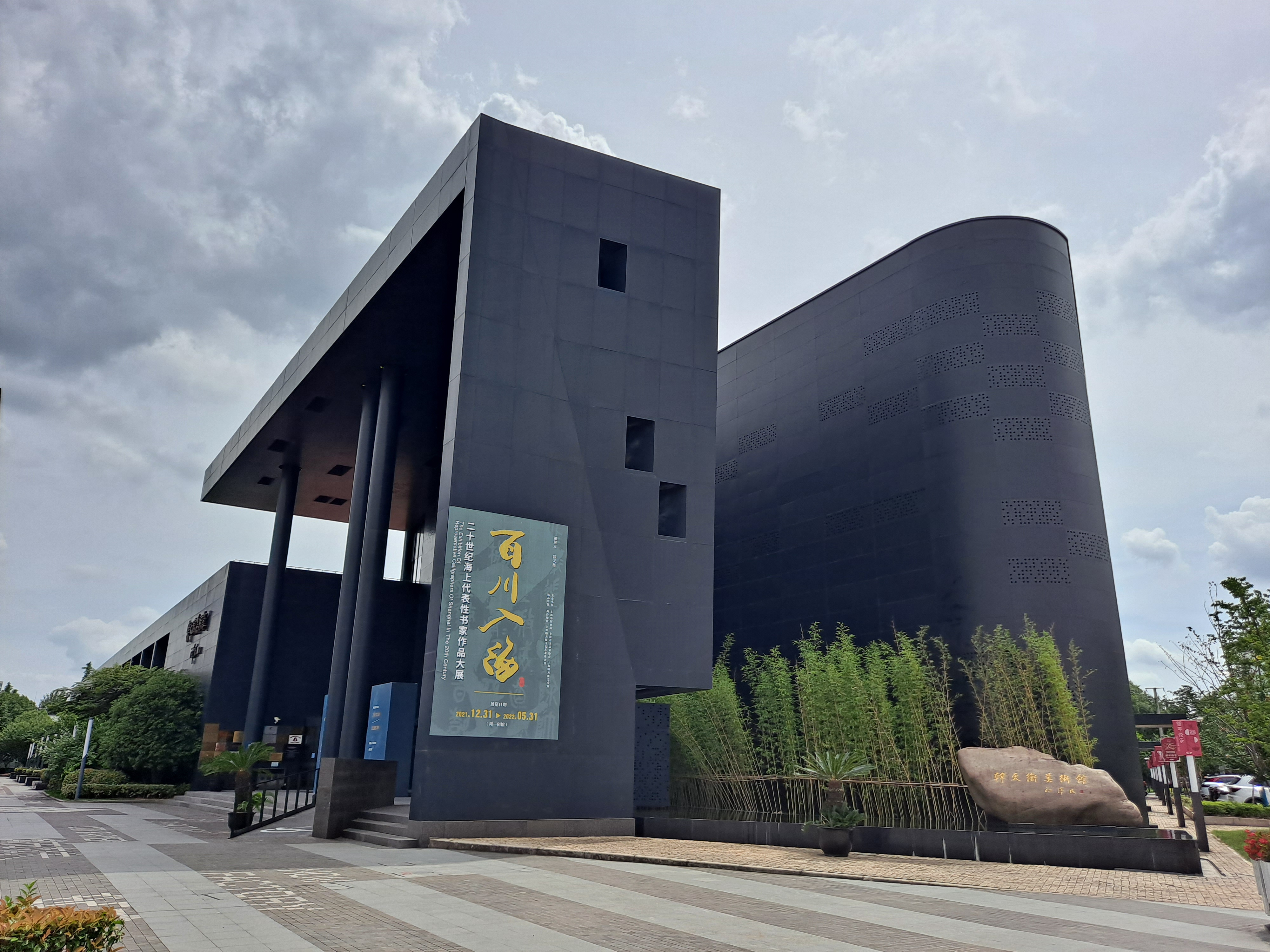
Художественный музей
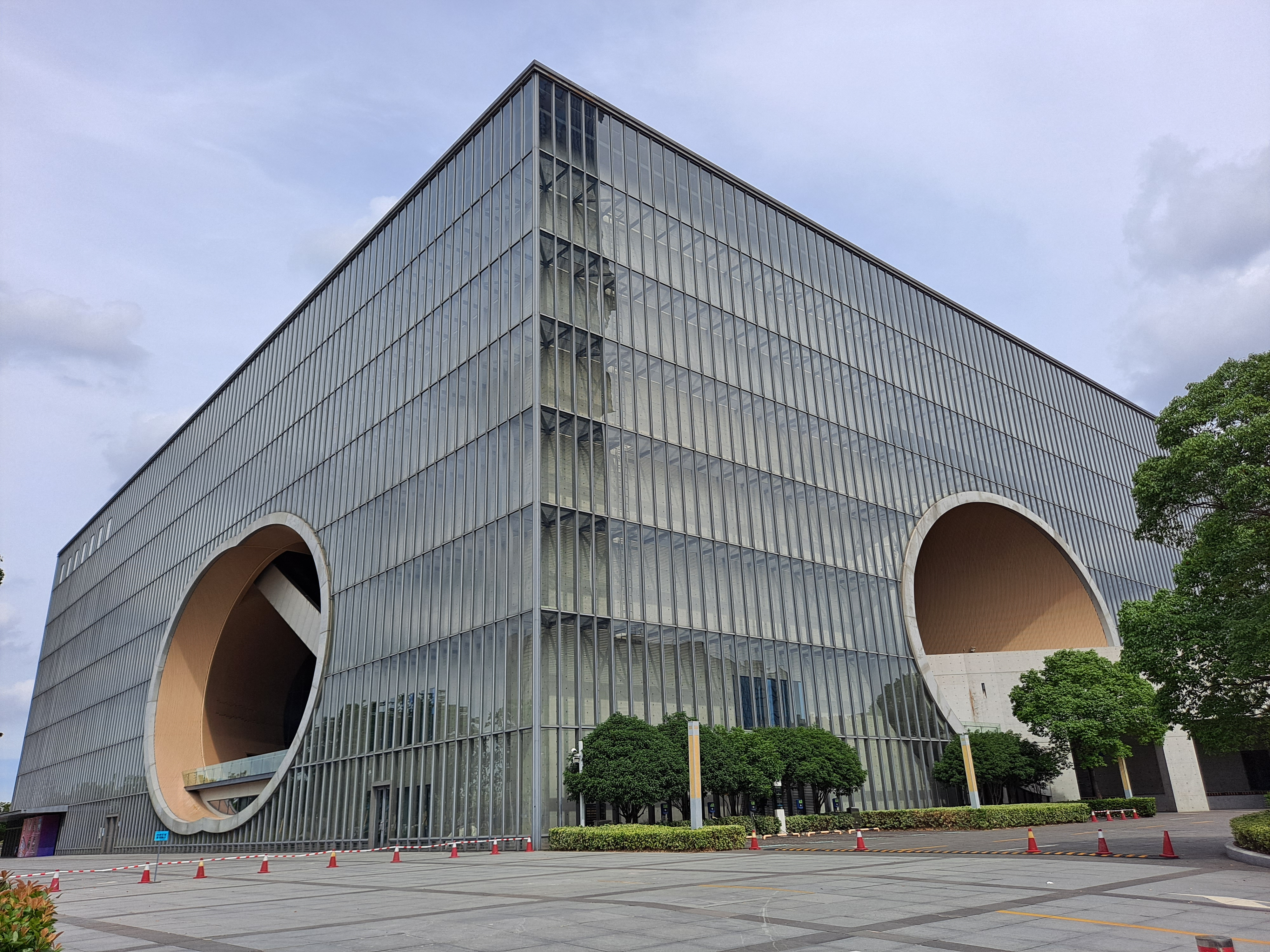
Poly Grand Theatre
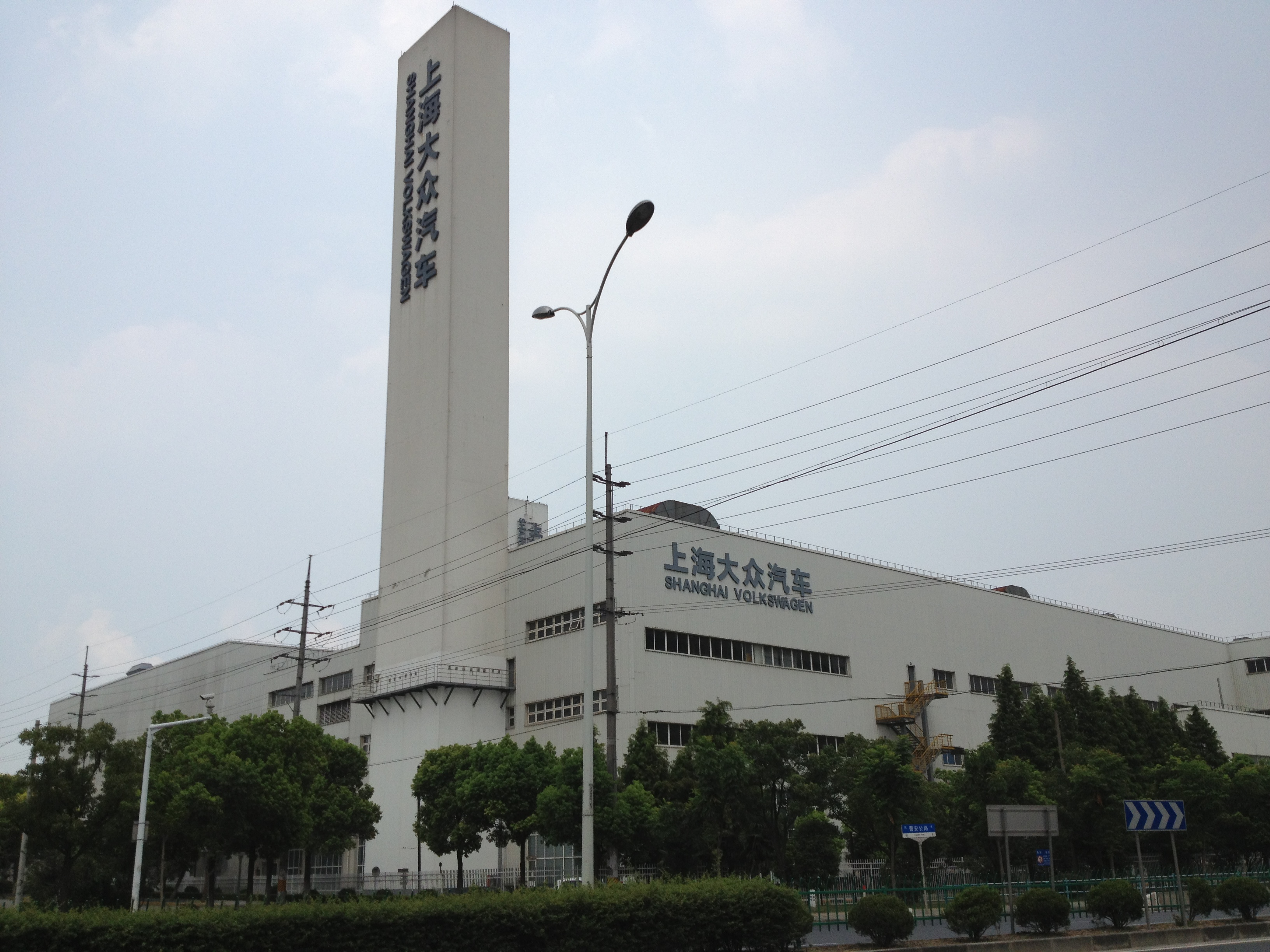
Завод Volkswagen
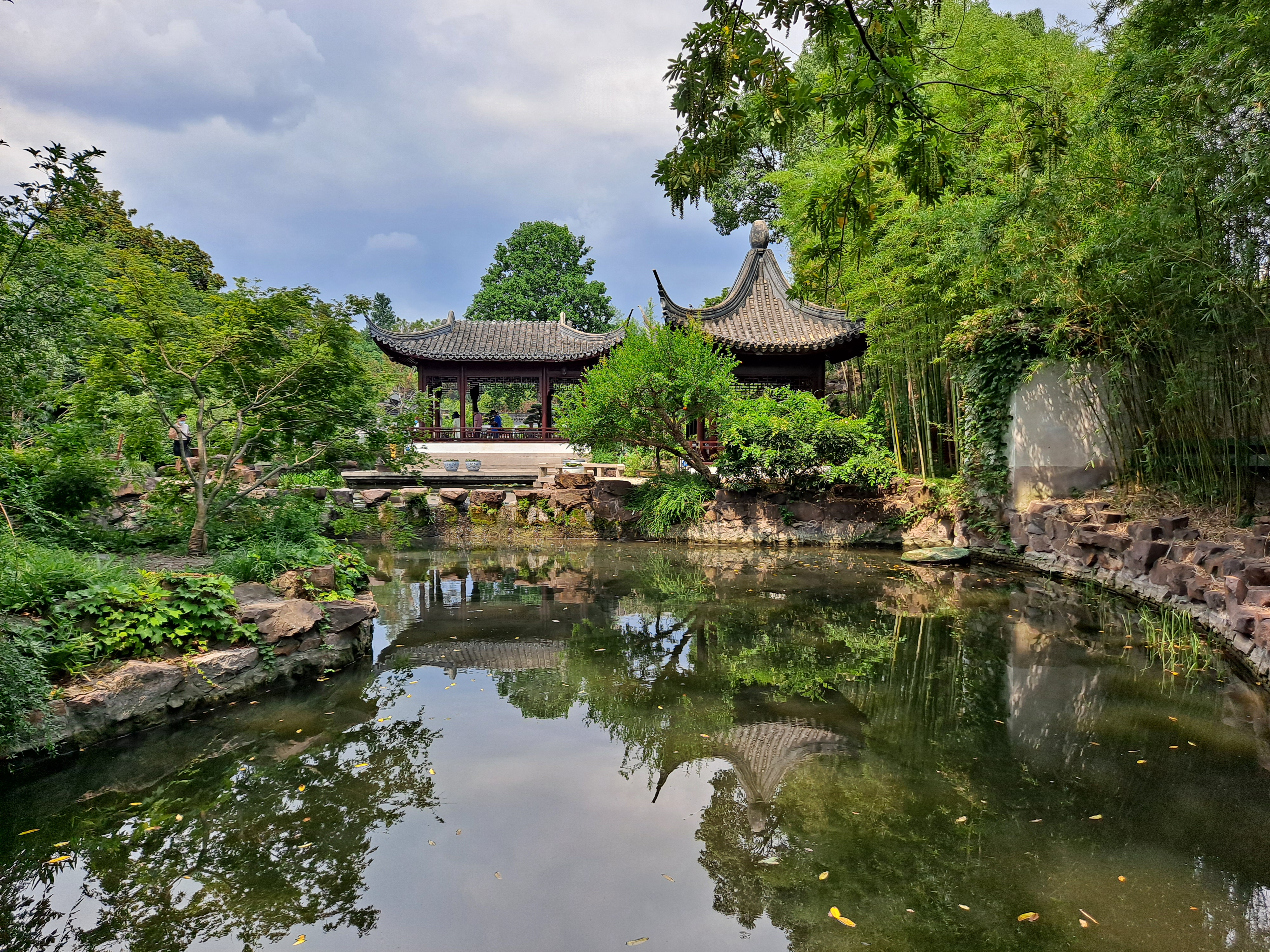
Сад Гуи
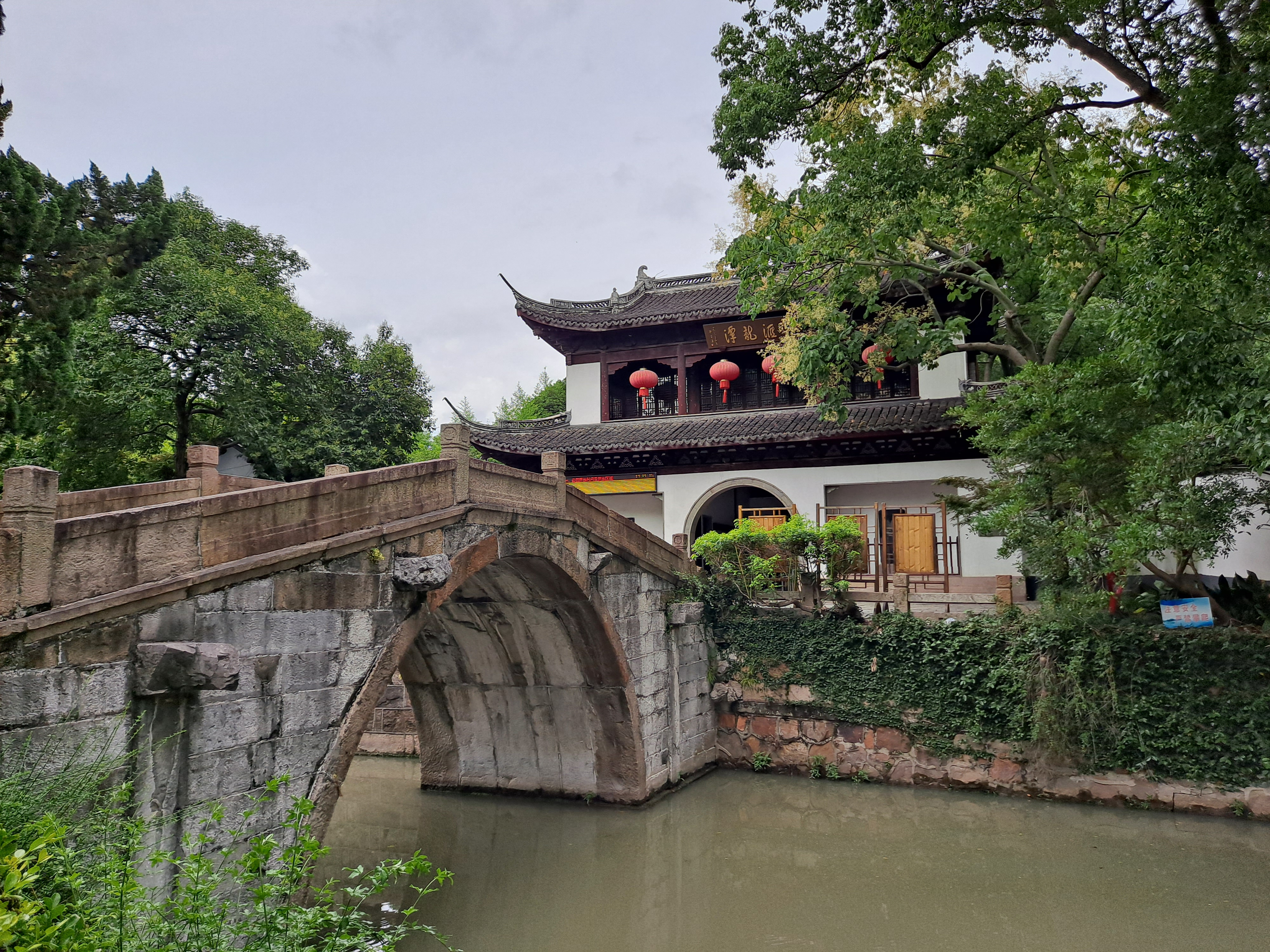
Парк Хойлунтань
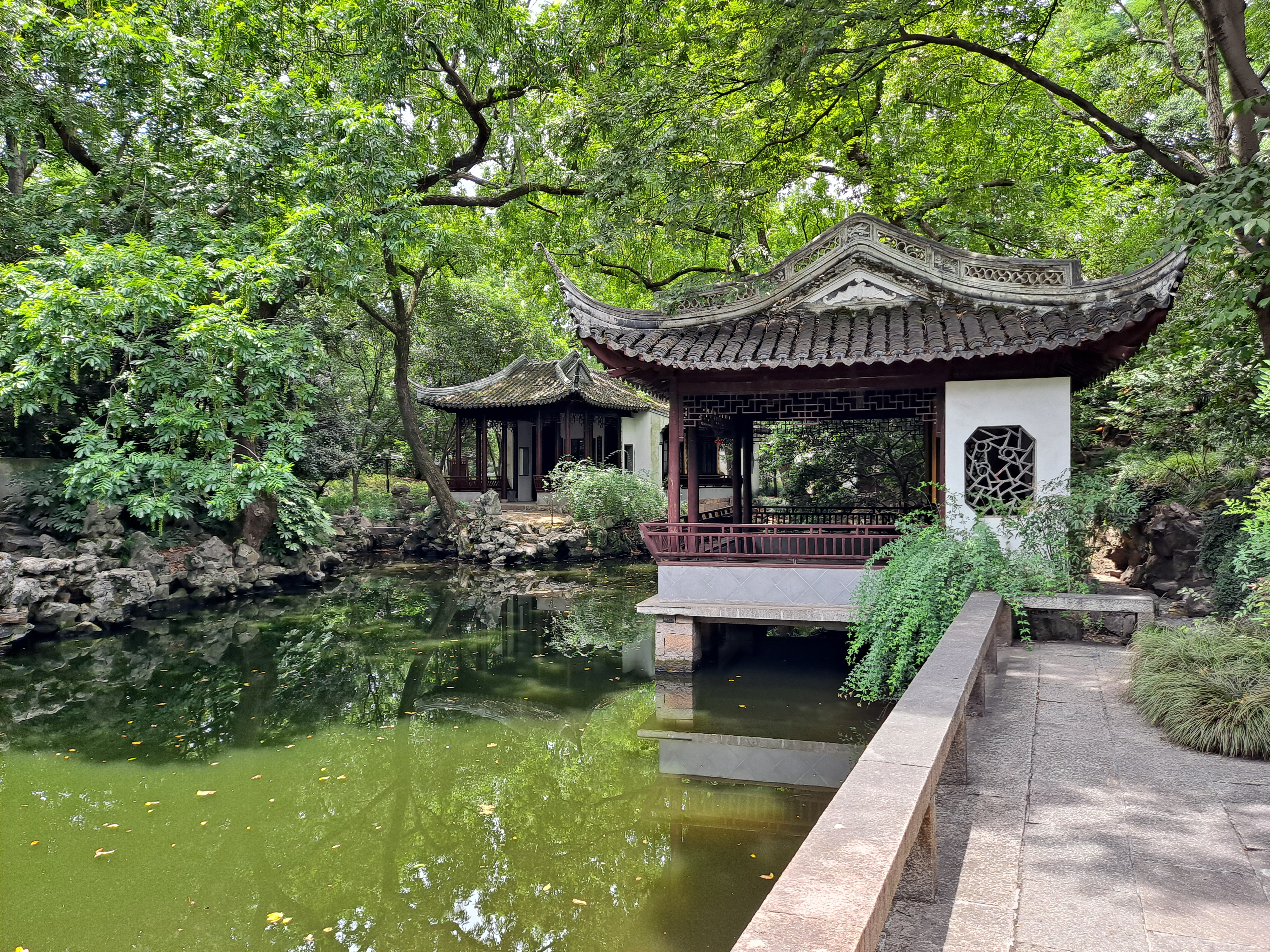
Сад Цюся
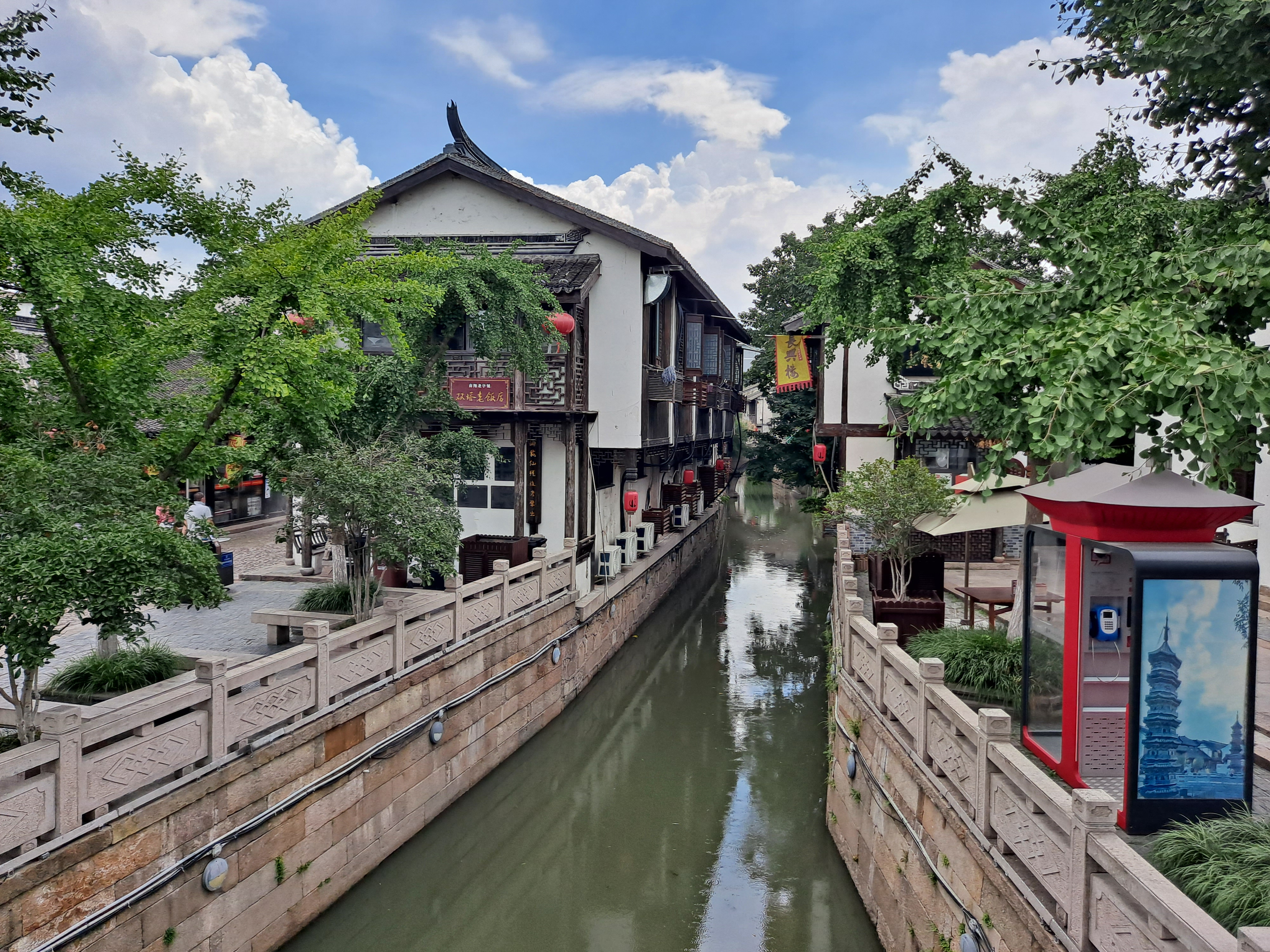
Старый Наньсян
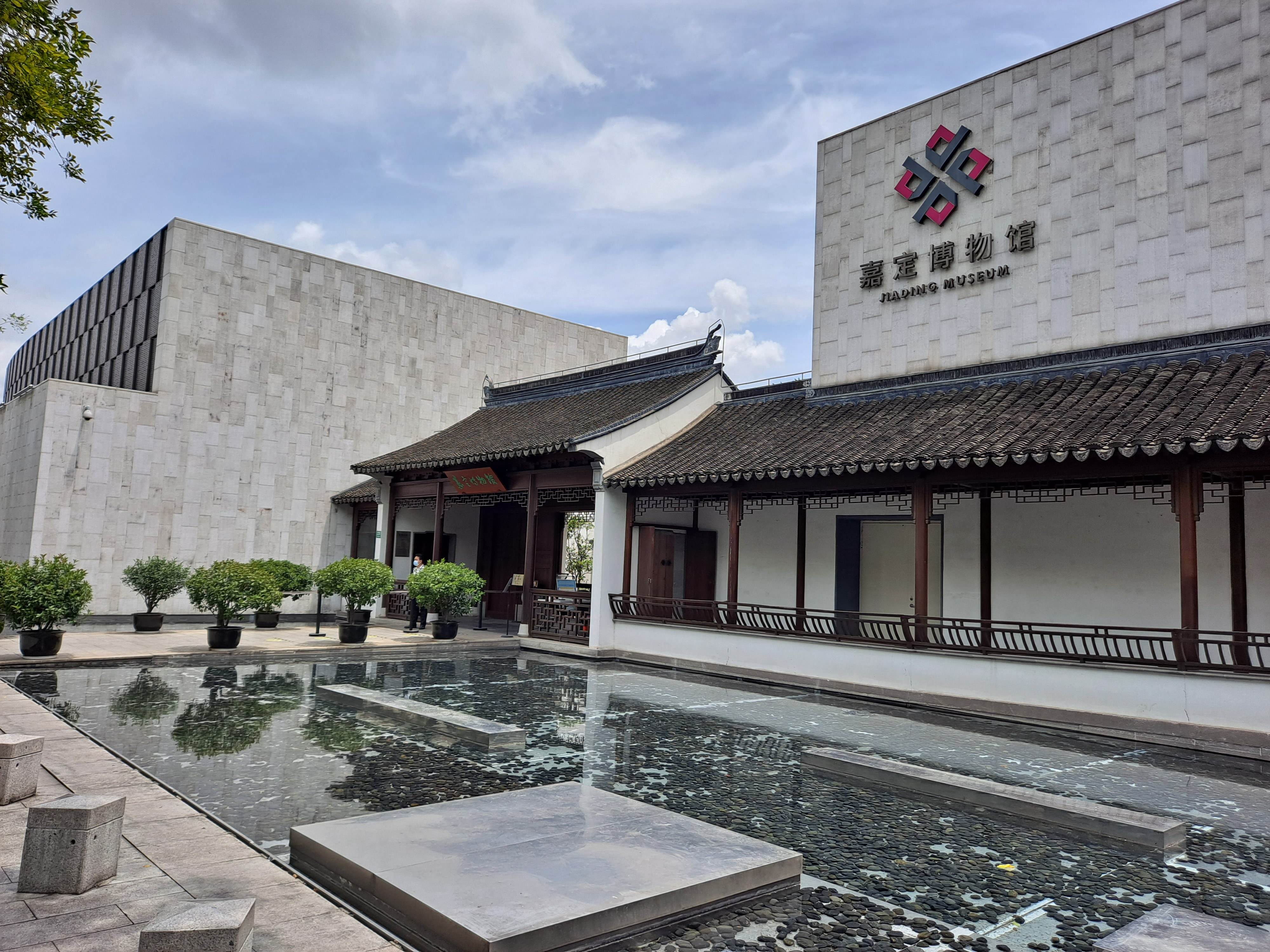
Музей Цзядина
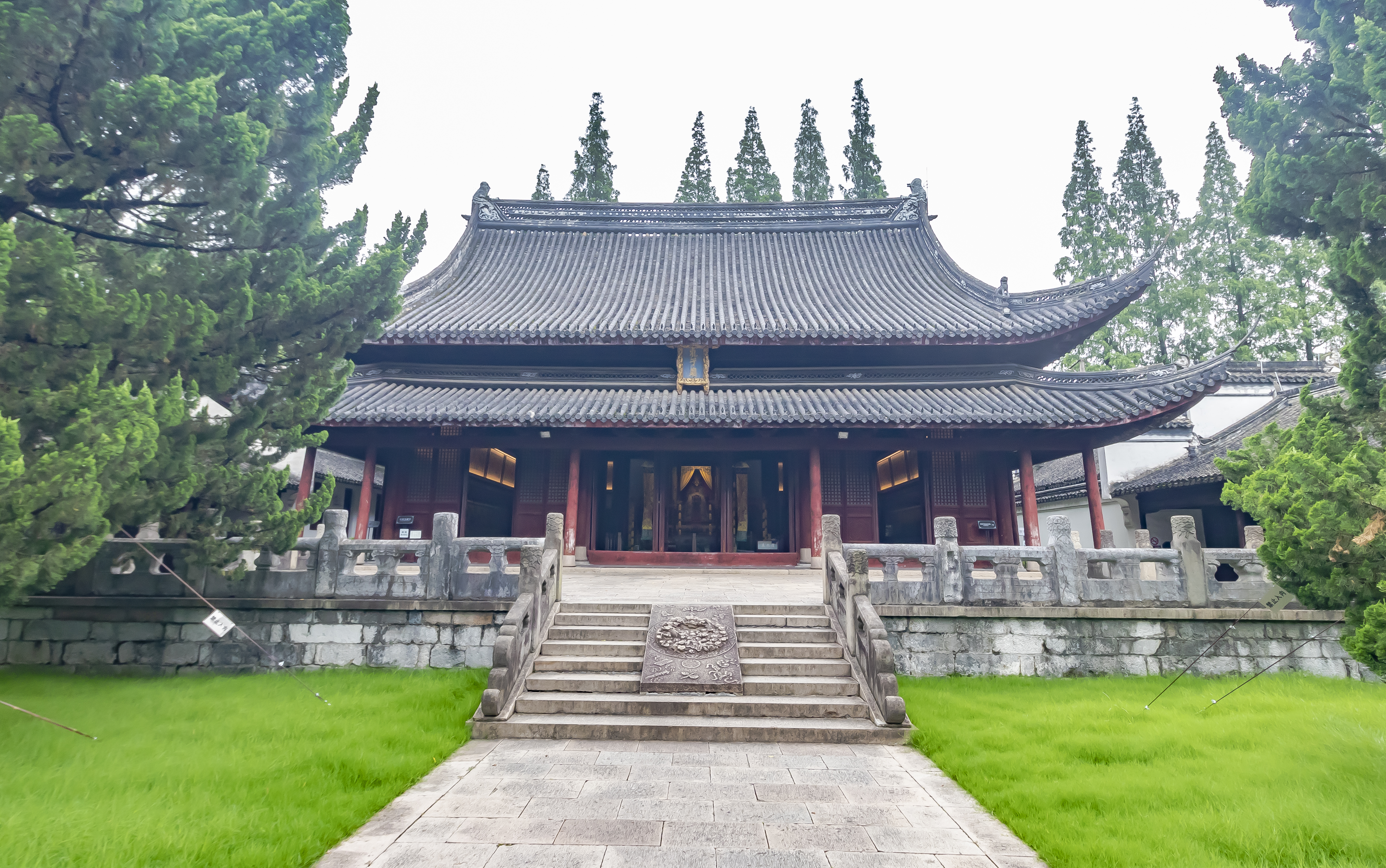
Конфуцианский храм
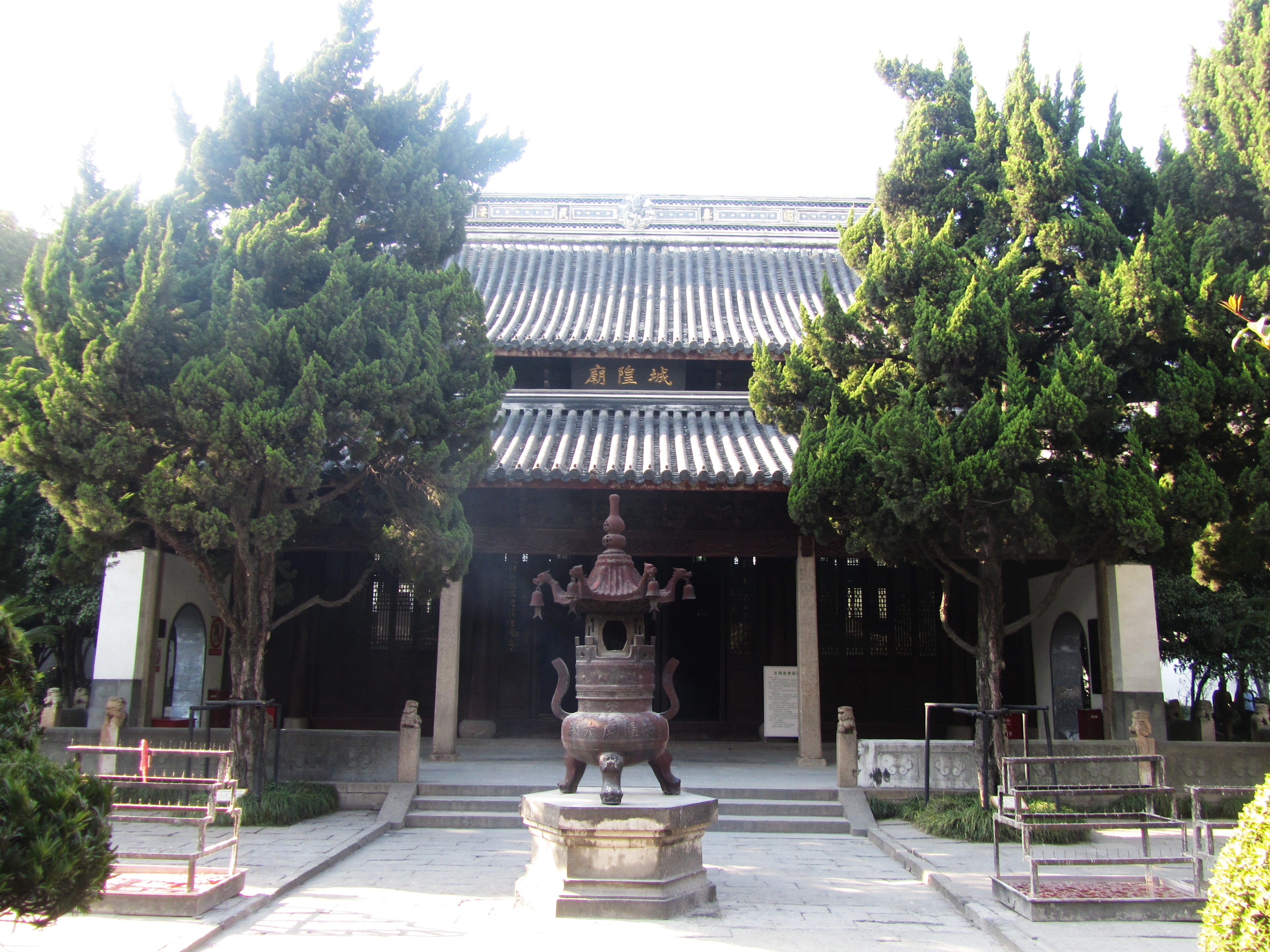
Храм городского бога
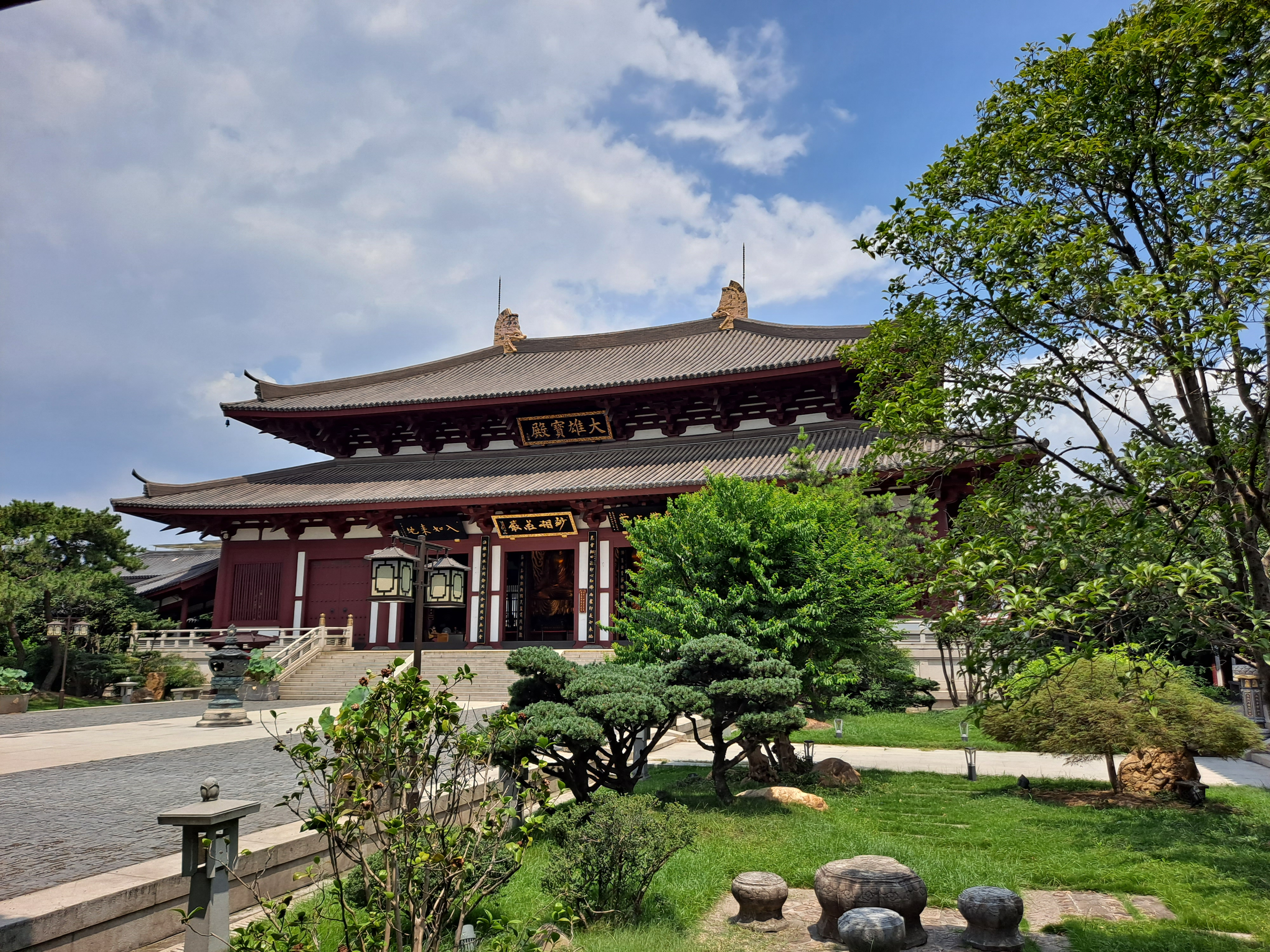
Храм Юньсян
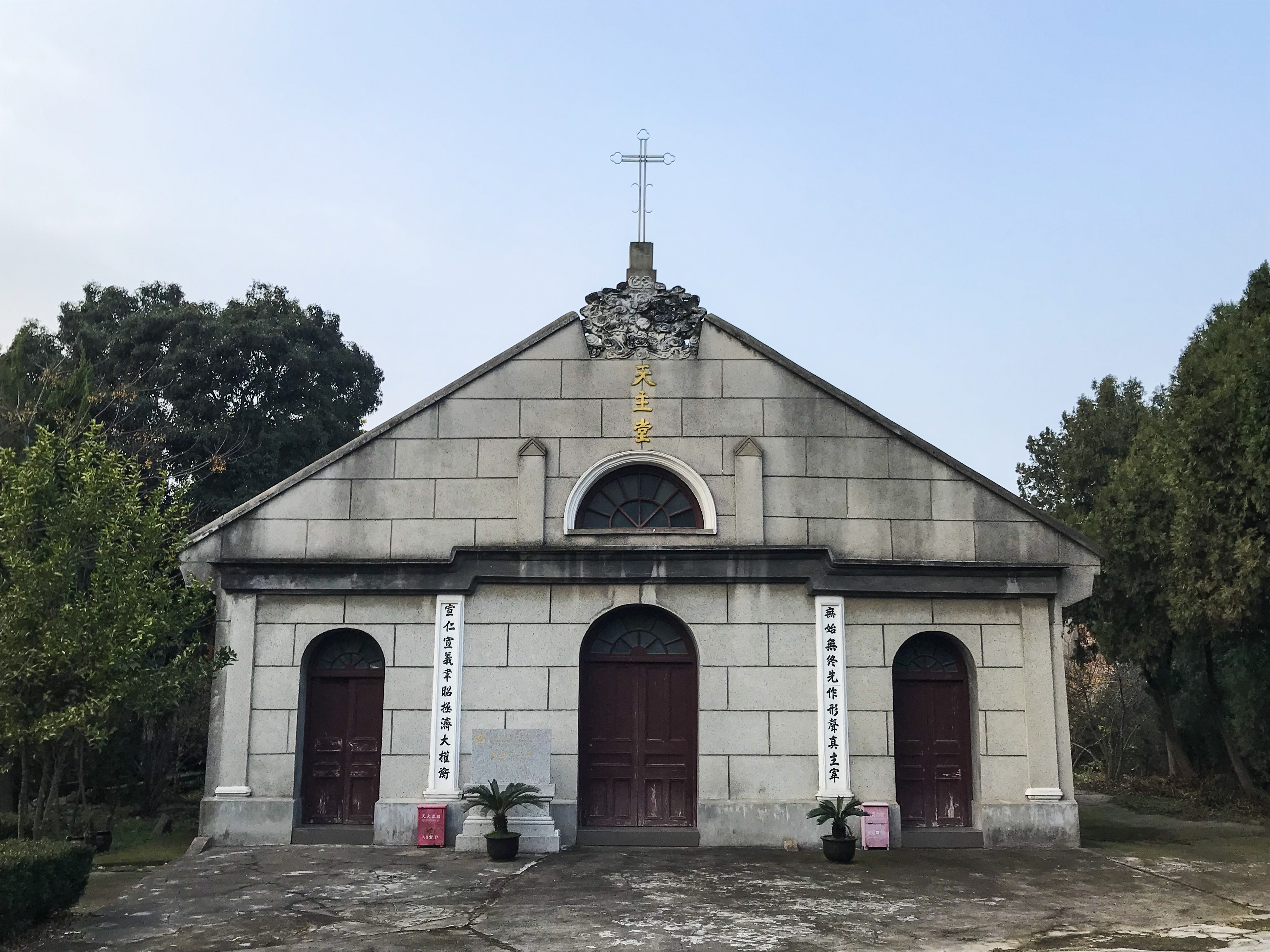
Католическая часовня